# Haushalt der Europäischen Union

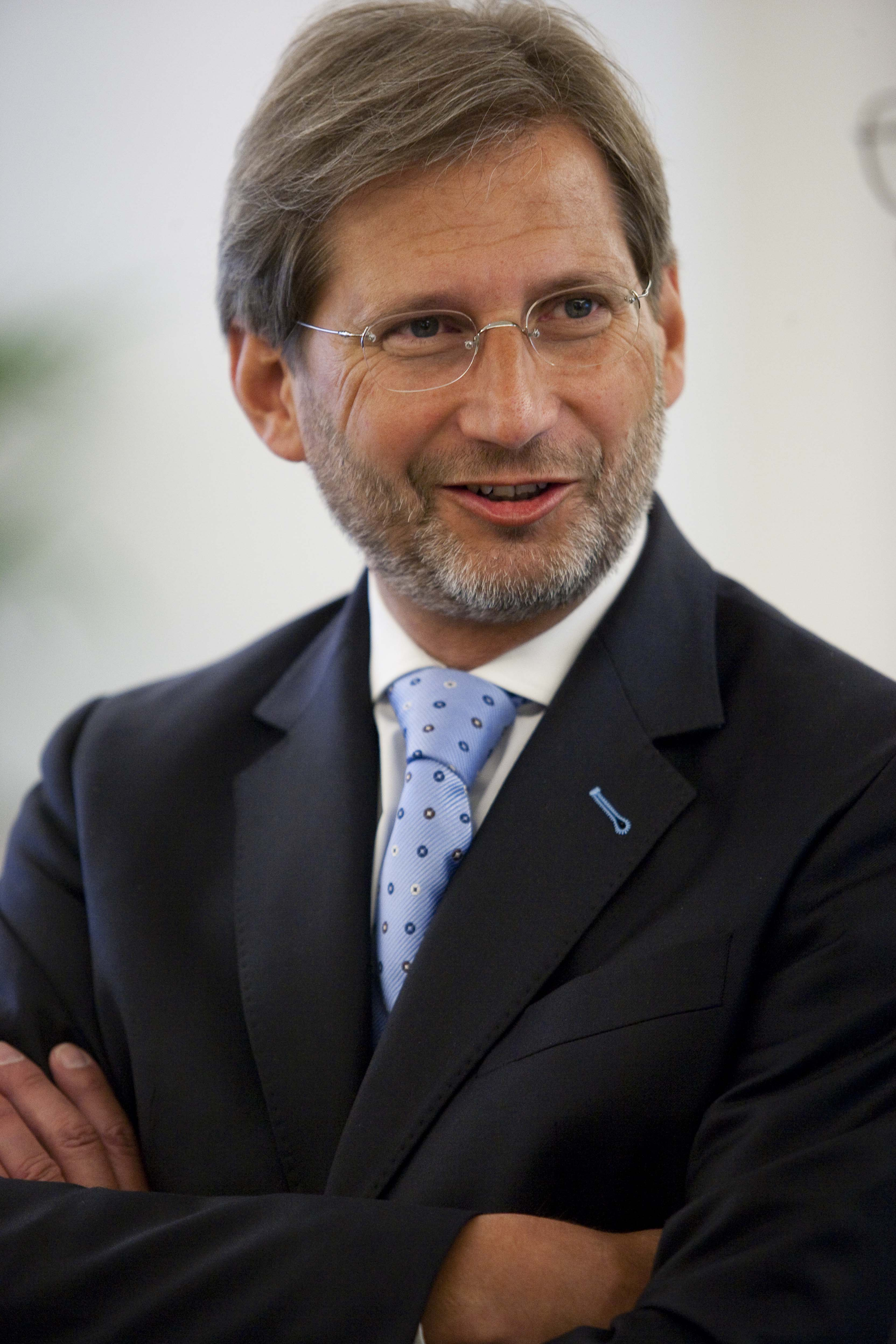
Johannes Hahn, der für Finanzplanung und Haushalt zuständige Kommissar in der Kommission von der Leyen I

Der Haushalt der Europäischen Union (auch EU-Budget genannt) wird jährlich auf Vorschlag der Europäischen Kommission vom Europäischen Parlament und dem Rat der Europäischen Union gemeinsam beschlossen (Art. 314 AEU-Vertrag) und setzt sich aus Einnahmen von den EU-Mitgliedstaaten und zweckgebundenen Ausgaben zusammen.

## Allgemeines
Die Verantwortung für den Haushaltsvollzug liegt bei der Europäischen Kommission und den Mitgliedstaaten (Art. 317 AEU-Vertrag). Der jährliche Haushaltsplan ist jedoch in einen mehrjährigen Finanzrahmen (MFR, bis 2009 „finanzielle Vorausschau“) eingebunden, mit dem jeweils für mindestens fünf Jahre die Höhe der Einnahmen und Ausgaben verbindlich festgelegt wird (Art. 312 AEU-Vertrag). Der MFR wird vom Rat einstimmig auf Grundlage eines Vorschlags der Europäischen Kommission und nach Zustimmung des Europäischen Parlaments erlassen. Der aktuelle MFR gilt für den Zeitraum von 2021 bis 2027. Am 28. Mai 2018 hat die Europäische Kommission einen Vorschlag für die Periode nach 2020 vorgelegt, der eine Summe von über 1 Billion Euro anstrebte. Nach Ausbruch der COVID-19-Pandemie in Europa wurde der Vorschlag für den Haushalt im Mai 2020 noch einmal um ein Kriseninstrument von weiteren 750 Mrd. Euro auf 1,8 Billionen Euro erweitert. Der neue Vorschlag sieht neben reinen Zuschüssen auch Kreditzahlungen an die Mitgliedstaaten vor. Dazu zählen unter anderem der Europäische Entwicklungsfonds und der Europäische Fonds für die Anpassung an die Globalisierung.
Die EU kann nicht selbst Steuern und Abgaben erheben. Ihre Einnahmen (sogenannte Eigenmittel der Europäischen Union, Art. 311 AEU-Vertrag) sind ein Anteil an der von den Mitgliedstaaten erhobenen Mehrwertsteuer und Beiträge der Mitgliedstaaten, die sich an deren Bruttonationaleinkommen orientieren. Daneben gibt es „traditionelle Eigenmittel“, insbesondere die Zölle, die aber aufgrund der allgemeinen Liberalisierung des internationalen Handels in den letzten Jahrzehnten stetig zurückgegangen sind. Der Haushalt der EU ist immer auszugleichen (Art. 310 AEU-Vertrag), sie darf sich also – anders als die Mitgliedstaaten – nicht verschulden. Die EU gibt daher auch keine regulären Anleihen aus. Die Europäische Kommission legte jedoch im Juni 2011 Vorschläge für ein neues Eigenmittelsystem vor, das unter anderem auch die Ausgabe einer bestimmten Form von Anleihen (sogenannte EU-Projektbonds) vorsieht. Festgelegt wird das Eigenmittelsystem im Eigenmittel-Beschluss, der von den Mitgliedstaaten einstimmig beschlossen und von den nationalen Parlamenten ratifiziert wird.
Im Jahr 2010 betrug der Haushaltsplan 141,5 Milliarden Euro, 1,2 % des Bruttonationaleinkommens (BNE). Die beiden wichtigsten Ausgabenposten waren die Gemeinsame Agrarpolitik sowie die Regionalpolitik der Europäischen Union, die jeweils rund 35 % des Gesamtetats ausmachen.

## Rechtsgrundlagen
Die Haushaltsbestimmungen sind der wichtigste Teil der Finanzvorschriften der Europäischen Union. Sie sind in Art. 310 bis Art. 324 AEU-Vertrag geregelt. Art. 310 AEUV enthält allgemeine Bestimmungen zum Haushalt der Europäischen Union, in Art. 311 AEUV sind die Regeln für das Eigenmittelsystem festgeschrieben. Art. 312 AEUV legt das Verfahren fest, nach dem der mehrjährige Finanzrahmen aufgestellt wird; Art. 313 bis Art. 315 AEUV beschreiben das Verfahren für den jährlichen Haushaltsplan. Art. 317 bis Art. 319 AEUV befassen sich mit der Ausführung des Haushaltsplans und der Entlastung der Kommission durch das Europäische Parlament. Art. 320 bis Art. 324 AEUV enthalten weitere allgemeine Regelungen, etwa dass der EU-Haushalt in Euro aufgestellt wird und dass er auf jeden Fall ausreichend hoch sein muss, damit die EU ihre rechtlichen Verpflichtungen gegenüber Dritten erfüllen kann.
Wichtigste Rechtsgrundlage nach dem Vertragstext ist der jeweils aktuelle Eigenmittel-Beschluss. Dieser bestimmt, welche Arten von Einnahmequellen die Europäische Union hat, und enthält einige Sonderregelungen wie den Britenrabatt (siehe unten). Der Eigenmittelbeschluss wird vom Rat einstimmig gefasst, er bedarf zudem der Ratifikation durch die Mitgliedstaaten. Das Europäische Parlament muss dagegen nur angehört werden. Seit 2000 wurde der Eigenmittelbeschluss jeweils gleichzeitig mit dem Erlass eines neuen mehrjährigen Finanzrahmens überarbeitet. Der derzeit gültige Eigenmittelbeschluss vom 1. März 2009 trat daher rückwirkend ab 1. Januar 2007, also parallel zum Finanzrahmen 2007–2013, in Kraft.
Die Einzelheiten für die Bereitstellung und Abführung der Eigenmittel sowie die Kontrollvorschriften ergeben sich aus der EU-Haushaltsordnung sowie aus verschiedenen Durchführungsverordnungen. Sie werden jeweils nach dem ordentlichen Gesetzgebungsverfahren erlassen und geändert (Art. 322 AEUV). Seit dem 1. Januar 2013 gilt die Haushaltsordnung von 2012, welche die Haushaltsordnung von 2002 ablöste. Am 14. September 2016 nahm die Europäische Kommission einen Vorschlag für eine neue Haushaltsordnung an, mit dem Haushaltsordnung und Anwendungsbestimmungen zu einem einzigen Regelwerk zusammengefasst und „erheblich vereinfacht“ werden sollen. Am 18. Juli 2018 wurde der Vorschlag durch die EU-Verordnung (Euratom) 2018/1046 umgesetzt. Die Änderungen werden im Kern zum 1. Januar 2019 in Kraft treten.[veraltet]

## Das Haushaltsverfahren
Während in Nationalstaaten die Budgethoheit üblicherweise bei einem einzelnen Organ (in der Regel dem Parlament) liegt, wird diese Funktion in der Europäischen Union vom Rat der EU und dem Europäischen Parlament zusammen ausgeübt. Sie beschließen sowohl den mehrjährigen Finanzrahmen als auch den jährlichen Haushaltsplan gemeinsam und werden deshalb auch gemeinsam als Haushaltsbehörde bezeichnet. Für den Fall, dass sich Parlament und Rat nicht in erster Lesung auf einen Jahreshaushaltsplan einigen können, ist ein Vermittlungsausschuss vorgesehen. Der Entwurf für Finanzrahmen und Haushaltsplan wird jeweils von der Europäischen Kommission eingebracht, die gegebenenfalls auch im Vermittlungsausschuss beratend tätig wird, aber keine letzte Entscheidungsbefugnis hat. Ihr kommt damit im Haushaltsverfahren eine ähnliche Funktion zu wie auf nationaler Ebene meist der Regierung.
Die Zuständigkeit für das Haushaltsverfahren liegt beim Kommissar für Haushalt und Verwaltung (seit 2019 Johannes Hahn), der damit eine dem Finanzminister vergleichbare Rolle einnimmt. Für das Europäische Parlament ist der Haushaltsausschuss zuständig. Der Rat wird in Haushaltsfragen in zwei verschiedene Formationen tätig: Der mehrjährige Finanzrahmen wird vom Rat für Allgemeine Angelegenheiten ausgearbeitet, der Jahreshaushaltsplan dagegen vom Rat für Wirtschaft und Finanzen. Im Ausschuss der Ständigen Vertreter, der die Ratssitzungen vorbereitet, ist jeweils der AStV II zuständig.

### Mehrjähriger Finanzrahmen (MFR)
Rechtsgrundlage für den Erlass des mehrjährigen Finanzrahmens (MFR) ist Art. 312 AEU-Vertrag. Er wird seit 1992 jeweils für mindestens fünf, früher sieben, Jahre aufgestellt und legt die Obergrenzen für Verpflichtungs- und Zahlungsermächtigungen und damit den Gesamtumfang des EU-Haushalts fest. Der Prozess beginnt damit, dass die Europäische Kommission eine Fassung des mehrjährigen Finanzrahmen vorlegt. In einem zweiten Schritt berät der Rat für Allgemeine Angelegenheiten – eine Formation des Rates der Europäischen Union – jene Fassung und erarbeitet einen Vorschlag für die politischen Leitlinien der EU während der Laufzeit des MFR. Dieser Vorschlag für die Schwerpunktsetzung wird anschließend als Verhandlungsgrundlage an den Europäischen Rat übermittelt. Die Beratung im Europäischen Rat muss anschließend einstimmig abgeschlossen werden. Anders als beim jährlichen Haushaltsplan hat das Europäische Parlament beim MFR nur ein Vetorecht und keine Möglichkeit, formale Änderungsvorschläge einzubringen. Somit kann das Parlament den MFR mit Mehrheit der Stimmen entweder ablehnen oder annehmen.
Haben sich Parlament und Rat zum Ablauf eines Finanzrahmens nicht auf einen neuen geeinigt, gelten bis zur Annahme eines neuen Finanzrahmens die Bestimmungen für das letzte Jahr des vorangegangenen Finanzrahmens weiter.
Diese Regelungen gelten seit dem aktuellen MFR 2014–2020, da erst durch den Vertrag von Lissabon der mehrjährige Finanzrahmen in das Primärrecht aufgenommen und ein formales Verfahren dafür festgelegt wurde. Die früheren mehrjährigen Finanzrahmen wurden jeweils durch eine interinstitutionelle Vereinbarung zwischen dem Europäischen Parlament, dem Rat und der Kommission angenommen.

### Jahreshaushaltsplan

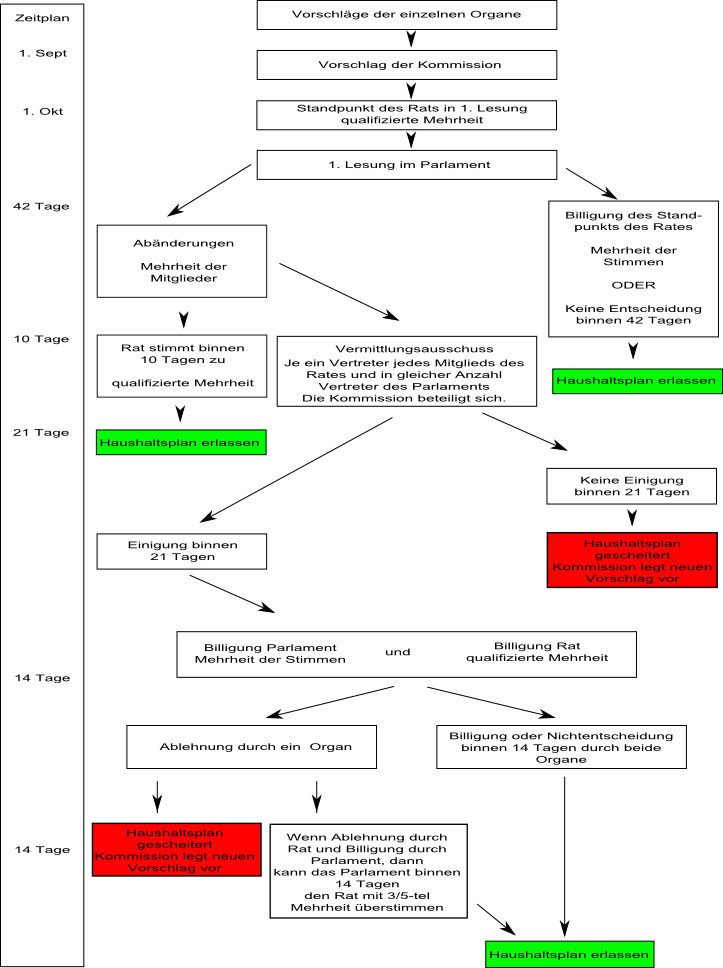
Das Haushaltsverfahren im Überblick

Das Verfahren zur Feststellung des Jahreshaushaltsplans ist in Art. 314 AEU-Vertrag detailliert geregelt und dem ordentlichen Gesetzgebungsverfahren nachempfunden.
Dabei erstellen die einzelnen Organe und Einrichtungen der Europäischen Union jeweils für ihren Bereich einen Vorschlag für ihr eigenes Budget. Die Europäische Kommission fasst diese Haushaltsvoranschläge zusammen und erstellt den Entwurf für den Haushaltsplan des nächsten Jahres. Dieser muss dem Rat und dem Europäischen Parlament jeweils bis zum 1. September vorgelegt werden. Die Kommission kann jedoch auch danach noch Veränderungen an ihrem Vorschlag vornehmen. Die für gewöhnliche EU-Rechtsetzungsverfahren gültige Regel, dass der Rat Vorschläge der Kommission nur einstimmig abändern kann, gilt für das Haushaltsverfahren allerdings nicht (Art. 293 AEU-Vertrag). Der Haushaltsvorschlag der Kommission hat daher keine formalen Auswirkungen auf die späteren Entscheidungen von Rat und Parlament, sondern dient nur als wesentliche Orientierungsgrundlage dafür.
Nach der Vorlage des Kommissionsvorschlags beschließt der Rat mit qualifizierter Mehrheit seinen Standpunkt dazu und übermittelt diesen vor dem 1. Oktober dem Europäischen Parlament. Sofern er den Haushaltsentwurf der Kommission dabei abändert, muss er diese Änderungsvorschläge gegenüber dem Parlament begründen. Anschließend kann das Parlament den Haushalt in erster Lesung mit einfacher Mehrheit annehmen oder mit der Mehrheit seiner Mitglieder Änderungen beschließen. Sofern es den Standpunkt des Rates billigt oder nach 42 Tagen keinen Entschluss gefasst hat, gilt der Haushaltsplan als angenommen und kann in Kraft treten.
Wenn das Parlament Änderungen an dem Ratsentwurf beschließt, werden diese wiederum an die Kommission und den Rat geleitet. Akzeptiert der Rat die vom Europäischen Parlament vorgenommenen Änderungen innerhalb von 10 Tagen mit qualifizierter Mehrheit, gilt der Haushaltsplan als angenommen. Andernfalls wird ein Vermittlungsausschuss eingesetzt. Dieser setzt sich aus je einem Vertreter pro Mitgliedstaat und einer ebenso großen Anzahl an Mitgliedern des Parlaments zusammen. Auch die Kommission nimmt an den Sitzungen teil; sie hat jedoch kein Entscheidungsrecht, sondern soll nur beratend die Kompromisssuche zwischen Rat und Parlament unterstützen. Aufgabe des Vermittlungsausschusses ist es, innerhalb von 21 Tagen nach seiner Einberufung einen gemeinsamen Vorschlag vorzulegen, der mit der qualifizierten Mehrheit der Vertreter des Rates und der Mehrheit der Vertreter des Europäischen Parlaments angenommen wird. Kommt der Vermittlungsausschuss zu keiner Einigung, muss die Kommission einen neuen Haushaltsentwurf vorlegen und das Verfahren beginnt von vorn.
Hat sich der Vermittlungsausschuss auf einen gemeinsamen Entwurf verständigt, geht dieser wiederum an den Rat und das Parlament. Diese haben 14 Tage Zeit, um den Entwurf des Vermittlungsausschusses anzunehmen oder abzulehnen, wobei der Rat mit qualifizierter Mehrheit, das Parlament mit der Mehrheit seiner Mitglieder entscheidet. Wenn keine der beiden Institutionen den Entwurf ablehnt, gilt er als genehmigt und der Haushaltsplan tritt auf dieser Grundlage in Kraft. Lehnt eines der beiden Organe den Kompromiss hingegen ab, ist er gescheitert und die Kommission muss einen neuen Haushaltsentwurf vorlegen. Eine Sonderregelung gilt für den Fall, dass der Rat den Kompromiss ablehnt, während das Parlament ihn billigt. In diesem Fall hat das Parlament die Möglichkeit, den Rat zu überstimmen: Es kann dabei seine in erster Lesung beschlossenen Änderungsvorschläge wieder durchsetzen, sofern es diese innerhalb von 14 Tagen nach der Ablehnung des Rates mit der Mehrheit seiner Mitglieder sowie mit drei Fünfteln der abgegebenen Stimmen bestätigt. Kommt es nicht zu dieser Bestätigung, gilt dennoch die im Vermittlungsausschuss beschlossene Regelung als angenommen, sodass der Jahreshaushalt auf dieser Grundlage in Kraft treten kann.
Sobald der Haushaltsplan endgültig beschlossen ist, wird er von der Kommission auf ihrer Internetseite und sodann im Amtsblatt der Europäischen Union veröffentlicht.
Für den Fall, dass zu Beginn eines Haushaltsjahres noch kein endgültiger Haushaltsplan aufgestellt wurde, tritt ein Nothaushalt in Kraft. Dabei können monatliche Ausgaben in Höhe von höchstens einem Zwölftel der im Haushaltsplan des Vorjahres bereitgestellten Mittel vorgenommen werden.
Aufgrund des Verschuldungsverbots in Art. 310 AEU-Vertrag müssen die im Haushaltsplan vorgesehenen Einnahmen und Ausgaben immer ausgeglichen sein. Allerdings kann es im Haushaltsvollzug vorkommen, dass am Jahresende bestimmte Ausgaben getroffen wurden, ohne dass die entsprechenden Einnahmen bereits eingetroffen sind (oder umgekehrt). Die Differenz zwischen den tatsächlich getätigten Einnahmen und Ausgaben wird daher jeweils per Saldo als Einnahme oder Ausgabe in den Haushaltsplan für das nächste Jahr übertragen. Hierfür wird ein sogenannter Berichtigungshaushalt erstellt.
Ein Berichtigungshaushalt kann außerdem auch im Verlauf des Jahres erstellt werden, wenn aufgrund unvorhersehbarer Umstände Veränderungen im Haushalt notwendig erscheinen. Das Initiativrecht dafür liegt bei der Europäischen Kommission. Ansonsten gelten für solche Haushaltskorrekturen jeweils dieselben Verfahrensregeln wie für den regulären Jahreshaushaltsplan.

## Einnahmen

Herkunft der EU-Einnahmen (2011):
traditionelle Eigenmittel: 13 %
Mehrwertsteuer-Eigenmittel: 11 %
BNE-Eigenmittel: 75 %
Sonstige Einnahmen: 1 %

Der EU-Haushalt setzt sich auf der Einnahmenseite aus den sogenannten Eigenmitteln und den „sonstigen Einnahmen“ zusammen. Die EU hat auf diese Einnahmen einen Rechtsanspruch, sie fließen ihr ohne gesonderten Beschluss einzelstaatlicher Behörden zu. Im Einzelnen gibt es vier verschiedene Typen von Einnahmen (die nachstehenden Zahlenangaben beziehen sich auf den Haushalt für 2011):
- Traditionelle Eigenmittel (ca. 13 % der Einnahmen): Zölle, Zuckerabgaben;
- Mehrwertsteuer-Eigenmittel (ca. 11 % der Einnahmen): prozentualer Anteil an den Mehrwertsteuereinnahmen der EU-Mitgliedstaaten;
- BNE-Eigenmittel (ca. 75 % der Einnahmen): Beiträge der EU-Mitgliedstaaten entsprechend der Wirtschaftskraft des Landes;
- Sonstige Einnahmen (ca. 1 % der Einnahmen): beispielsweise Steuern auf die und Abzüge von den Dienstbezügen des EU-Personals, Bankzinsen, Beiträge von Drittländern zu bestimmten EU-Programmen usw.

Da die tatsächlichen Einnahmen und Ausgaben in der Regel etwas vom Jahreshaushaltsplan abweichen, wird das Haushaltsjahr mit einem positiven oder negativen Saldo abgeschlossen. Ist der Saldo positiv, verringern sich im darauf folgenden Haushaltsjahr die Eigenmittelzahlungen der EU-Mitgliedstaaten. Ist er negativ, muss er durch einen nachträglichen Berichtigungshaushalt als zusätzliche Ausgabe in den Haushaltsplan für das folgende Jahr eingearbeitet und entsprechende zusätzliche Eigenmittel bereitgestellt werden.
Im mehrjährigen Finanzrahmen wird jeweils ein Höchstbetrag bestimmt, den die Einnahmen der EU insgesamt erreichen können, die sogenannte Eigenmittel-Obergrenze. Dieser wird als Anteil des gesamteuropäischen Bruttonationaleinkommens festgelegt; im Zeitraum 2007–2009 belief er sich auf 1,24 %, für 2010–2013 auf 1,23 %. Allerdings liegt die Obergrenze für das Geld, das die EU jährlich tatsächlich ausgeben darf (siehe unten) – immer etwas unterhalb dieser Eigenmittel-Obergrenze, sodass im Normalfall nicht der volle Betrag abgerufen wird. Diese Differenz zwischen Eigenmittel- und Zahlungsermächtigungsobergrenze dient auch als Spielraum für unerwartete Ausgaben.
Seit 2021 gibt es sogenannte „Kunststoff-Eigenmittel“ als weiteren Eigenmitteltyp.

### Das Eigenmittel-System

#### Traditionelle Eigenmittel
Die sogenannten traditionellen Eigenmittel setzen sich zusammen aus Zöllen und Zuckerabgaben. Zusammen mit den Agrarabschöpfungen (einer speziellen Art von Landwirtschaftszöllen, die inzwischen abgeschafft wurden) handelte es sich dabei um die ersten Eigenmittel, die den Europäischen Gemeinschaften 1970 anstelle der bis dahin üblichen nationalen Beiträge zugestanden wurden. Anders als bei den anderen Eigenmitteltypen handelt es sich bei den traditionellen Eigenmitteln um Einnahmen, die durch Politikfelder der EU selbst zustande kommen, nämlich durch die Europäische Zollunion und die Gemeinsame Agrarpolitik.
Die Höhe der Zollsätze, die bei der Einfuhr von Waren an den EU-Außengrenzen erhoben werden, wird durch den Gemeinsamen Zolltarif festgelegt. Die Zollverwaltung liegt bei den EU-Mitgliedstaaten; sie dürfen 25 % der Einnahmen für ihre Erhebungskosten einbehalten. Die Zuckerabgaben (zu denen früher auch die Agrarabschöpfungen hinzukamen) sind spezielle Abgaben beim Import von landwirtschaftlichen Produkten, durch die deren Preise auf den in der EU-Agrarmarktordnung festgelegten Mindestpreis angehoben werden.
Zum Zeitpunkt der ersten Eigenmittelbeschlüsse reichten die traditionellen Eigenmittel für die Finanzierung der Europäischen Gemeinschaften noch im Wesentlichen aus. Der Finanzierungsbedarf nahm durch die zusätzlichen Kompetenzen der EU im Lauf der Zeit allmählich zu, während umgekehrt durch Reformen der Gemeinsamen Agrarpolitik und durch die im Rahmen des GATT bzw. der WTO vereinbarten Zollsenkungen die traditionellen Eigenmittel eher abnahmen. Daher betrug ihr Anteil an den Gesamteinnahmen der EU im Jahr 2000 nur noch 16 %, 2011 nur noch rund 13 %.

#### Mehrwertsteuer-Eigenmittel
Die Mehrwertsteuer-Eigenmittel wurden 1980 als zusätzliches Finanzierungsinstrument neben den traditionellen Eigenmitteln eingeführt. Hierzu wurde die Bemessungsgrundlage der Umsatzsteuer in allen EU-Mitgliedstaaten vereinheitlicht (siehe Umsatzsteuer#Umsatzsteuer in der EU) und festgelegt, dass die EU davon einen bestimmten Anteil (den sogenannten „Abrufsatz“ von derzeit 0,30 %) erhält. Faktisch handelt es sich also um nationale Beiträge, die auf Grundlage der Umsatzsteuer errechnet werden.
Allerdings gibt es hierzu einige Zusatz- und Ausnahmeregelungen: Erstens darf die Bemessungsgrundlage für die Mehrwertsteuer-Eigenmittel grundsätzlich 50 % des Bruttonationaleinkommens eines Landes nicht überschreiten. Dies soll wirtschaftlich schwächeren Ländern entgegenkommen, deren Haushalt zu einem größeren Teil von der Mehrwertsteuer abhängig ist und die somit einen Beitrag zum EU-Haushalt leisten müssten, der nicht im Verhältnis zu ihrer Wirtschaftskraft steht. Zweitens wurde für den Zeitraum 2007–2013 der Abrufsatz für einige Länder abgesenkt, deren Beitrag zum EU-Haushalt insgesamt relativ hoch war. Statt 0,30 % der Bemessungsgrundlage musste daher Österreich nur 0,225 %, Deutschland 0,15 % sowie die Niederlande und Schweden je 0,10 % an die EU abführen.
Der Abrufsatz der Mehrwertsteuer-Eigenmittel änderte sich im Lauf der Zeit mehrmals; das Maximum erreichte er 1986 mit 1,4 %, um den EG-Beitritt von Spanien und Portugal zu finanzieren.
Seit den 1990er Jahren wurde er schrittweise immer weiter reduziert, womit auch der Anteil der Mehrwertsteuer-Eigenmittel an den gesamten EU-Einnahmen sank. 2000 machten sie noch rund 38 %, 2011 nur noch rund 11 % des EU-Haushaltes aus.

#### Eigenmittel auf BNE-Grundlage
Die Eigenmittel auf Grundlage des Bruttonationaleinkommens (BNE-Eigenmittel) machen inzwischen den größten Teil des EU-Haushalts aus, ihr Anteil stieg zuletzt von rund 40 % im Jahr 2000 auf etwa 75 % im Jahr 2011. Die Höhe der BNE-Eigenmittel wird jährlich festgelegt und entspricht der Differenz zwischen den anderen Einnahmen und den Gesamtausgaben für das nächste Haushaltsjahr. Sie decken also den Teil der Ausgaben, der durch traditionelle und Mehrwertsteuer-Eigenmittel nicht finanziert werden kann. Die Obergrenze für die BNE-Eigenmittel ergibt sich aus den im mehrjährigen Finanzrahmen bestimmten Maximalausgaben der EU.
Wie die Mehrwertsteuer-Eigenmittel handelt es sich bei den BNE-Eigenmitteln faktisch um nationale Beiträge der Mitgliedstaaten. Dabei wird für jedes Land das Bruttonationaleinkommen nach Marktpreisen berechnet, auf dessen Grundlage die Anteile an der Finanzierung der EU-Ausgaben berechnet werden. Wie bei den Mehrwertsteuer-Eigenmitteln gibt es auch bei den BNE-Eigenmitteln einige Sonderregelungen für bestimmte Länder: So wird der BNE-Eigenmittelbeitrag der Niederlande und Schwedens im Zeitraum 2007–2013 um jährlich 605 bzw. 150 Millionen € reduziert.

#### Kunststoff-Eigenmittel
Seit Beginn des mehrjährigen Finanzrahmens 2021–2027 gibt es als weitere Eigenmittelkategorie die sogenannten Kunststoff-Eigenmittel. Dabei handelt es sich um Beiträge der Mitgliedstaaten, deren Höhe sich nach der Menge der in dem Staat angefallenen, nicht recycelten Verpackungsabfälle aus Kunststoff richtet. In der Regel sind 80 Cent pro Kilo Kunststoff zu zahlen, für ärmere Mitgliedstaaten kann es Ermäßigungen geben. Diese Beiträge der Mitgliedstaaten an die EU werden auch als EU-Plastikabgabe bezeichnet. Den Mitgliedstaaten ist es freigestellt, ob sie die Beiträge aus ihrem Haushalt bestreiten oder auf Produzenten, Handel oder andere Akteure des Verpackungssektors überwälzen.
Diese Eigenmittelkategorie soll zur Kreislaufwirtschaft in der EU beitragen, indem sie für die Mitgliedstaaten Anreize schafft, Maßnahmen zur Vermeidung von Verpackungsabfällen zu ergreifen, und so eine Lenkungswirkung entfaltet.

### Britenrabatt
Eine Sonderregelung im Einnahmensystem des EU-Haushalts bildete bis zum Brexit im Jahr 2020 der sogenannte VK-Ausgleich (VK für Vereinigtes Königreich, umgangssprachlich Britenrabatt). Der 1985 eingeführte Mechanismus sollte das Missverhältnis zwischen den Zahlungen und Rückflüssen des Vereinigten Königreichs korrigieren. Der Grund für die Einführung des Britenrabatts war der hohe Anteil der Agrarausgaben am EU-Haushalt, von denen das Vereinigte Königreich aufgrund seiner geringen Landwirtschaft kaum profitierte, sodass der britische Nettobeitrag bis in die 1980er Jahre deutlich höher war als derjenige der übrigen Mitgliedstaaten.
Die Ausgleichszahlungen für Großbritannien leisteten die anderen 26 EU-Mitgliedstaaten, indem ihr jeweiliger Anteil an den BNE-Eigenmitteln entsprechend erhöht wurde. Dabei gab es gewisse Sonderbestimmungen für andere Staaten, die selbst einen relativ hohen Nettobeitrag leisten. Im Zeitraum 2007–2013 zahlten Deutschland, die Niederlande, Schweden und Österreich daher nur ein Viertel des ihnen eigentlich zukommenden Anteils am Britenrabatt. Diese Regelung wurde durch die Absenkung der Abrufsätze für diese Länder bei den Mehrwertsteuer- und BNE-Eigenmitteln umgesetzt (siehe oben). Zudem wurden die Nettozahler auch durch andere, indirekte Maßnahmen entlastet. So wurde 2002 der pauschale Erhebungskostenanteil, den die Mitgliedstaaten an den traditionellen Eigenmitteln wie Zöllen einbehalten dürfen, von 10 % auf 25 % angehoben. Dies kam vor allem den Niederlanden und Deutschland zugute, an deren Küsten die größten Importhäfen der EU liegen.

## Ausgaben
Für den EU-Haushalt gilt das Gesamtdeckungsprinzip. Die Einnahmen sind also nicht zweckgebunden, sondern können frei verwendet werden. Allerdings sind die Ausgaben, die im jährlichen Haushaltsplan veranschlagt werden, durch Obergrenzen beschränkt, die jeweils für sieben Jahre im mehrjährigen Finanzrahmen bestimmt werden.

### Verpflichtungs- und Zahlungsermächtigungen im MFR

Rubriken im MFR 2007–2013:
Nachhaltiges Wachstum
Natürliche Ressourcen
Unionsbürgerschaft, Freiheit, Sicherheit, Recht
Die EU als globaler Partner
Verwaltung
Ausgleichszahlungen

Die aus dem EU-Haushalt finanzierten Ausgaben sind unterteilt in verschiedene Kategorien, sogenannte „Rubriken“. Diese werden im mehrjährigen Finanzrahmen festgelegt, wobei zugleich auch für jede Rubrik eine bestimmte Obergrenze festgelegt wird. Diese Obergrenze kennzeichnet den Höchstbetrag der Verpflichtungen, die die EU in diesem Bereich eingehen darf. Die Beträge stehen für sieben Jahre fest, werden allerdings jährlich an die Inflationsentwicklung angepasst.
Da nicht alle Zahlungen für Verpflichtungen unbedingt im selben Jahr anfallen, in dem sie eingegangen werden, gibt es zusätzlich zu den Verpflichtungsermächtigungen noch einen eigenen Höchstbetrag für die Zahlungen, die die EU in jedem Jahr leisten kann. Dieser wird in Prozent des EU-weiten Bruttonationaleinkommens festgelegt. Seine Höhe in absoluten Zahlen wird deshalb jährlich an das Wirtschaftswachstum angepasst. Die Obergrenze der Zahlungsermächtigungen liegt immer etwas unterhalb der Obergrenze für die Eigenmittel, sodass es immer einen gewissen Spielraum zwischen den laufenden Ausgaben der EU und den Einnahmen gibt, die sie gegebenenfalls in Anspruch nehmen kann.
Der mehrjährige Finanzrahmen 2007–2013 gliedert sich in drei Prioritäten, die in vier Rubriken zusammengefasst sind. Die erste Priorität bezeichnet das Ziel des nachhaltigen Wachstums und betrifft die Aktivierung der Wirtschafts-, Sozial- und Umweltpolitik zur Stärkung des Europäischen Binnenmarkts sowie die Ziele Wettbewerbsfähigkeit, Kohäsion sowie Erhaltung und Bewirtschaftung der natürlichen Ressourcen. Diese werden durch die Rubriken 1 und 2 des mehrjährigen Finanzrahmens abgedeckt. Da darin auch die EU-Regionalpolitik sowie die Gemeinsame Agrarpolitik, die größten Einzelpolitikbereiche, enthalten sind, machen diese beiden Rubriken den größten Teil des Gesamtetats aus. Die zweite Priorität umfasst die Vollendung des Raums der Freiheit, der Sicherheit und des Rechts sowie die Sicherung des Zugangs zu Leistungen der Daseinsvorsorge, durch die der Begriff der Unionsbürgerschaft gestärkt werden soll. Diese Priorität entspricht der Rubrik 3 im Finanzrahmen. Europas Rolle als globaler Akteur wird durch die dritte Priorität bzw. Rubrik 4 abgedeckt. Sie soll dazu beitragen, dass Europa eine einheitliche, auf seinen Grundwerten basierende Rolle als globaler Akteur einnehmen und seiner Verantwortung als regionaler Akteur gerecht werden, die nachhaltige Entwicklung fördern sowie einen Beitrag zur zivilen und strategischen Sicherheit leisten kann. Die weiteren Rubriken umfassen die Verwaltungsausgaben der EU – zu einem großen Teil Dolmetsch- und Übersetzungstätigkeiten – sowie die sogenannten Ausgleichszahlungen. Bei diesen handelt es sich um Zahlungen an neu beigetretene Mitgliedstaaten, in denen andere EU-Programme noch nicht implementiert wurden.
Die folgende Tabelle zeigt die Ausgabenrubriken für Verpflichtungsermächtigungen im Finanzrahmen 2007–2013 und die dabei jeweils geltenden Obergrenzen sowie die Zahlungsermächtigungen und den jeweiligen Spielraum gegenüber der Eigenmittel-Obergrenze im Finanzrahmen 2007–2013 (in Milliarden Euro, mit Anpassungen bis 2011). Die rechte Spalte gibt die wichtigsten von diesen Rubriken umfassten Politikfelder oder Einzelfonds und den prozentualen Anteil an, den sie im Jahr 2009 an den Ausgaben innerhalb der Rubrik innehatten.
| Verpflichtungsermächtigungen                                | Verpflichtungsermächtigungen | 2007   | 2008   | 2009   | 2010   | 2011   | 2012   | 2013   | Gesamt | Anteil am Gesamtetat |
| Rubrik                                                      | Politikfelder (Auswahl) | 2007   | 2008   | 2009   | 2010   | 2011   | 2012   | 2013   | Gesamt | Anteil am Gesamtetat |
| ----------------------------------------------------------- | --- | ------ | ------ | ------ | ------ | ------ | ------ | ------ | ------ | -------------------- |
| 1. Nachhaltiges Wachstum                                    | | 54,0   | 57,7   | 61,7   | 63,6   | 64,0   | 67,0   | 70,0   | 437,8  | 44,9 %               |
| 1a. Wettbewerbsfähigkeit für Wachstum und Beschäftigung     | Forschungsrahmenprogramm (62 %), Programm für Lebenslanges Lernen (10 %), Transeuropäische Netze (8 %), Galileo (7 %)                                                           | 8,9    | 10,4   | 13,3   | 14,2   | 13,0   | 14,2   | 15,4   | 89,4   | 9,2 %                |
| 1b. Kohäsion für Wachstum und Beschäftigung                 | Konvergenz (59 %), Regionale Wettbewerbsfähigkeit und Beschäftigung (18 %), Territoriale Zusammenarbeit (2 %), Kohäsionsfonds (21 %)                                            | 45,1   | 47,3   | 48,4   | 49,4   | 51,0   | 52,8   | 54,5   | 348,4  | 35,7 %               |
| 2. Bewahrung und Bewirtschaftung der natürlichen Ressourcen | Europäischer Garantiefonds für die Landwirtschaft (81 %), Europäischer Landwirtschaftsfonds für die Entwicklung des ländlichen Raums (17 %)                                     | 55,1   | 59,2   | 56,3   | 60,0   | 60,3   | 60,8   | 61,3   | 413,0  | 42,3 %               |
| davon marktbezogene Ausgaben und Direktzahlungen            | Europäischer Garantiefonds für die Landwirtschaft | 45,8   | 46,2   | 46,7   | 47,1   | 47,6   | 48,1   | 48,6   | 330,1  | 33,8 %               |
| 3. Unionsbürgerschaft, Freiheit, Sicherheit und Recht       | | 1,3    | 1,4    | 1,5    | 1,7    | 1,9    | 2,1    | 2,4    | 12,2   | 1,3 %                |
| 3a. Freiheit, Sicherheit und Recht                          | Solidarität und Migrationsmanagement (60 %), dezentrale Agenturen FRA, Frontex, EBDD (19 %)                                                                                     | 0,6    | 0,7    | 0,9    | 1,0    | 1,2    | 1,4    | 1,7    | 7,5    | 0,8 %                |
| 3b. Unionsbürgerschaft                                      | Solidaritätsfonds (49 %), Jugend in Aktion (10 %), MEDIA (8 %) | 0,6    | 0,6    | 0,7    | 0,7    | 0,7    | 0,7    | 0,7    | 4,7    | 0,5 %                |
| 4. Die EU als globaler Partner                              | Heranführungshilfe (28 %), Entwicklungszusammenarbeit (25 %), Europäische Nachbarschaftspolitik (19 %), humanitäre Hilfe (10 %), Gemeinsame Außen- und Sicherheitspolitik (4 %) | 6,6    | 7,0    | 7,4    | 7,9    | 8,4    | 9,0    | 9,6    | 55,9   | 5,7 %                |
| 5. Verwaltung                                               | | 7,0    | 7,4    | 7,5    | 7,9    | 8,3    | 8,7    | 9,1    | 55,9   | 5,7 %                |
| 6. Ausgleichszahlungen                                      | | 0,4    | 0,2    | 0,2    |        |        |        |        | 0,8    | 0,1 %                |
| Verpflichtungsermächtigungen insgesamt                      | Verpflichtungsermächtigungen insgesamt | 124,5  | 132,8  | 134,7  | 141,0  | 143,0  | 147,5  | 152,3  | 975,8  | 100 %                |
| Verpflichtungsermächtigungen in Prozent des BNE             | Verpflichtungsermächtigungen in Prozent des BNE | 1,02 % | 1,08 % | 1,16 % | 1,18 % | 1,16 % | 1,13 % | 1,12 % | 1,12 % |                      |
| Zahlungsermächtigungen                                      | Zahlungsermächtigungen | 2007   | 2008   | 2009   | 2010   | 2011   | 2012   | 2013   | Gesamt |                      |
| Zahlungsermächtigungen insgesamt                            | Zahlungsermächtigungen insgesamt | 122,2  | 129,7  | 120,4  | 134,3  | 134,3  | 141,4  | 143,3  | 925,6  |                      |
| Zahlungsermächtigungen in Prozent des BNE                   | Zahlungsermächtigungen in Prozent des BNE | 1,00 % | 1,05 % | 1,04 % | 1,12 % | 1,09 % | 1,08 % | 1,05 % | 1,06 % |                      |
| Spielraum in Prozent des BNE                                | Spielraum in Prozent des BNE | 0,24 % | 0,19 % | 0,20 % | 0,11 % | 0,14 % | 0,18 % | 0,18 % | 0,17 % |                      |
| Eigenmittel-Obergrenze in Prozent des BNE                   | Eigenmittel-Obergrenze in Prozent des BNE | 1,24 % | 1,24 % | 1,24 % | 1,23 % | 1,23 % | 1,23 % | 1,23 % | 1,23 % |                      |

2009 machte die Kommission erste Vorschläge für eine Haushaltsgestaltung nach 2013, im Juni 2011 legte die Europäische Kommission einen Vorschlag für den Mehrjährigen Finanzrahmen für den Zeitraum 2014–2020 vor.
Der Europäische Rat hat im Februar 2013 eine politische Einigung darüber erzielt, dass die Ausgabenobergrenze für die Europäische Union für den Zeitraum 2014–2020 959.988 Millionen Euro an Mitteln für Verpflichtungen beträgt. Das entspricht 1,00 Prozent des Bruttonationaleinkommens der EU.
Die Mitgliedstaaten haben zudem beschlossen, das komplexe Rabattsystem beizubehalten. So findet der bestehende Korrekturmechanismus zugunsten Großbritanniens weiterhin Anwendung. Deutschland behält ebenfalls alle seine Rabatte auf die Zahlungen an die EU; 2011 beliefen sich diese auf 2,3 Milliarden Euro.
Folgendes gilt nur für den Zeitraum 2014–2020:
- Der Abrufsatz der Mehrwertsteuer-(MwSt)-Eigenmittel für Deutschland, die Niederlande und Schweden wird auf 0,15 Prozent festgesetzt;
- die jährlichen BNE-Beiträge Dänemarks, der Niederlande und Schwedens werden brutto um 130 Millionen Euro, 695 Millionen Euro bzw. 185 Millionen Euro gesenkt.
- Der jährliche BNE-Beitrag Österreichs wird brutto im Jahr 2014 um 30 Mio. gesenkt, im Jahr 2015 um 20 Millionen Euro und im Jahr 2016 um 10 Millionen Euro.

| Rubrik                                                      | 2007–2013 | 2014–2020 | Vergleich absolut | Vergleich in % |
| ----------------------------------------------------------- | --------- | --------- | ----------------- | -------------- |
| 1. Nachhaltiges Wachstum                                    | 446.310   | 450.763   | +4.453            | +1,0           |
| 1a. Wettbewerbsfähigkeit für Wachstum und Beschäftigung     | 91.495    | 125.614   | +34.119           | +37,3          |
| 1b. Kohäsion für Wachstum und Beschäftigung                 | 354.815   | 325.149   | -29.666           | -8,4           |
| 2. Bewahrung und Bewirtschaftung der natürlichen Ressourcen | 420.682   | 373.179   | -47.503           | -11,3          |
| davon marktbezogene Ausgaben und Direktzahlungen            | 336.685   | 277.851   | -58.834           | -17,5          |
| 3. Unionsbürgerschaft, Freiheit, Sicherheit und Recht       | 12.366    | 15.686    | +3.320            | +26,8          |
| 4. Die EU als globaler Partner                              | 56.815    | 58.704    | +1.899            | +3,3           |
| 5. Verwaltung                                               | 57.082    | 61.629    | +4.547            | +8,0           |
| 6. Ausgleichszahlungen                                      | −         | 27        | +27               | +100           |
| Verpflichtungsermächtigungen insgesamt                      | 994.176   | 959.988   | -34.188           | -3,4           |
| Verpflichtungsermächtigungen in Prozent des BNE             | 1,12      | 1,00      |                   |                |

### EU-Haushalt 2021–2027
Der Mehrjährige Finanzrahmen 2021–2027 bildet zusammen mit NextGenerationEU, dem temporären Aufbauinstrument, das größte Konjunkturpaket, das jemals aus dem EU-Haushalt finanziert wurde.
Im Juli 2020 stimmte der Europäische Rat dem nächsten langfristigen Haushalt 2021–2027 und dem Wiederaufbaufonds (NextGenerationEU) zu; am 10. November 2020 folgte die Vereinbarung mit dem Europäischen Parlament.
| Rubrik                                   | MFR 2021–2027 | NextGenerationEU | Summe   |
| ---------------------------------------- | ------------- | ---------------- | ------- |
| 1. Binnenmarkt, Innovation und Digitales | 132,8         | 10,6             | 143,4   |
| 2. Zusammenhalt, Resilienz und Werte     | 377,8         | 721,9            | 1.099,7 |
| 3. Natürliche Ressourcen und Umwelt      | 356,4         | 17,5             | 373,9   |
| 4. Migration und Grenzmanagement         | 22,7          | –                | 22,7    |
| 5. Sicherheit und Verteidigung           | 13,2          | –                | 13,2    |
| 6. Nachbarschaft und übrige Welt         | 98,4          | –                | 98,4    |
| 7. Europäische öffentliche Verwaltung    | 73,1          | –                | 73,1    |
| Insgesamt                                | 1.074,3       | 750,0            | 1.824,3 |

### Vergleich mit Budgets der Mitgliedsstaaten
Die Angaben sind in Millionen US-Dollar aus dem Jahr 2016. Die Angaben Deutschlands sind die zusammengefassten aus Bund und Ländern. Für die Europäische Union sind anstatt der Einnahmen die Verpflichtungsermächtigungen angeführt.
| Land                   | Einnahmen | Ausgaben  | Defizit/Überschuss | Überschuss in Prozent | Überschuss in Prozent des BIP | Rang Ausgaben International |
| ---------------------- | --------- | --------- | ------------------ | --------------------- | ----------------------------- | --------------------------- |
| Belgien                | 232.300   | 245.000   | −12.700            | −5,2 %                | −2,7 %                        | 15                          |
| Bulgarien              | 18.440    | 19.180    | −740               | −3,9 %                | −1,4 %                        | 71                          |
| Dänemark               | 156.900   | 164.500   | −7.600             | −4,6 %                | −2,5 %                        | 23                          |
| Deutschland            | 1.507.000 | 1.484.000 | 23.000             | +1,5 %                | +0,7 %                        | 4                           |
| Estland                | 9.559     | 9.596     | −37                | −0,4 %                | −0,2 %                        | 88                          |
| Finnland               | 127.600   | 132.700   | −5.100             | −3,8 %                | −2,2 %                        | 26                          |
| Frankreich             | 1.288.000 | 1.369.000 | −81.000            | −5,9 %                | −3,3 %                        | 5                           |
| Griechenland           | 93.340    | 102.100   | −8.760             | −8,6 %                | −4,5 %                        | 29                          |
| Irland                 | 78.470    | 80.860    | −2.390             | −3,0 %                | −0,8 %                        | 34                          |
| Italien                | 842.000   | 889.800   | −47.000            | −5,3 %                | −2,5 %                        | 7                           |
| Kroatien               | 21.470    | 22.720    | −1.250             | −5,5 %                | −2,5 %                        | 66                          |
| Lettland               | 9.766     | 10.110    | −344               | −3,4 %                | −1,2 %                        | 87                          |
| Litauen                | 14.680    | 15.120    | −440               | −2,9 %                | −1,0 %                        | 74                          |
| Luxemburg              | 25.850    | 25.520    | 330                | +1,3 %                | +0,6 %                        | 62                          |
| Malta                  | 4.288     | 4.401     | −113               | −2,6 %                | −1,0 %                        | 109                         |
| Niederlande            | 322.000   | 333.500   | −10.900            | −3,3 %                | −1,4 %                        | 12                          |
| Österreich             | 187.300   | 192.600   | −5.300             | −2,8 %                | −1,4 %                        | 20                          |
| Polen                  | 73.400    | 86.560    | −13.160            | −15,2 %               | −2,8 %                        | 39                          |
| Portugal               | 87.260    | 92.250    | −4.990             | −5,4 %                | −2,4 %                        | 31                          |
| Rumänien               | 56.840    | 62.140    | −5.300             | −8,5 %                | −2,8 %                        | 46                          |
| Schweden               | 248.300   | 250.200   | −1.900             | −0,8 %                | −0,4 %                        | 14                          |
| Slowakei               | 34.870    | 37.040    | −2.170             | −5,9 %                | −2,3 %                        | 58                          |
| Slowenien              | 19.320    | 20.510    | −1.190             | −5,8 %                | −2,7 %                        | 70                          |
| Spanien                | 461.000   | 512.000   | −51.000            | −10,1 %               | −4,1 %                        | 10                          |
| Tschechien             | 73.740    | 74.750    | −1.010             | −1,4 %                | −0,5 %                        | 38                          |
| Ungarn                 | 57.320    | 60.080    | −2.760             | −4,6 %                | −2,2 %                        | 45                          |
| Vereinigtes Königreich | 996.000   | 1.097.000 | −101.000           | −9,2 %                | −3,8 %                        | 6                           |
| Zypern                 | 7.588     | 7.809     | −221               | −2,8 %                | −1,1 %                        | 95                          |
| Mitgliedstaaten        | 7.054.601 | 7.401.046 | −345.045           | -4,7 %                | -2,0 %                        | -                           |
| Europäische Union      | 154.738   | 144.685   | 10.053             | +6,9 %                | +0,1 %                        | -                           |

### Flexibilitätsinstrumente
Um den Finanzrahmen flexibel gestalten zu können, gibt es über die festgelegten Verpflichtungsermächtigungen hinaus einige sogenannte „Flexibilitätsinstrumente“, die ebenfalls im mehrjährigen Finanzrahmen festgelegt sind. Sie sind in jährlichen Beträgen festgelegt, die jeweils an die Inflationsentwicklung angepasst werden. Im Einzelnen handelt es sich um folgende (Beträge von 2004):
- eine Soforthilfereserve von 221 Millionen Euro jährlich für unvorhergesehene Ausgaben für Drittländer, insbesondere humanitäre Hilfe, aber auch für ziviles Krisenmanagement und Katastrophenschutz,
- der Solidaritätsfonds der Europäischen Union (EUSF) von 1 Milliarden Euro jährlich, die EU-Mitgliedstaaten oder EU-Beitrittskandidaten zur Verfügung gestellt werden können, in denen sich eine schwere Katastrophe ereignet,
- das Flexibilitätsinstrument von 200 Millionen Euro jährlich, mit dem Ausgaben gedeckt werden können, die innerhalb ihrer jeweiligen Rubrik nicht mehr finanzierbar sind,
- der Europäische Fonds für die Anpassung an die Globalisierung von 500 Millionen Euro im Jahr

Einen Sonderfall bildet schließlich auch der Europäische Entwicklungsfonds (EEF), das wichtigste Finanzierungsinstrument der Entwicklungspolitik der Europäischen Union. Der EEF ist nicht in den EU-Haushalt eingebunden, sondern wird jeweils für fünf Jahre aus einzeln ausgehandelten direkten Beiträgen der Mitgliedstaaten finanziert.

### Der jährliche Haushaltsplan
Der jährlich erlassene Haushaltsplan teilt sich in einen Gesamteinnahmenplan und einen Plan für die Einnahmen und Ausgaben der einzelnen Organe und Einrichtungen der Europäischen Union. Die meisten dieser Einzelpläne enthalten lediglich die Verwaltungsausgaben der verschiedenen Organe. Im Einzelplan III, der die Ausgaben der Europäischen Kommission betrifft, finden sich außerdem die operativen Mittel, also das Geld, das für konkrete Maßnahmen zur Verfügung steht. Dieser Einzelplan III umfasst daher rund 95 % der Gesamtausgaben.
Insgesamt ist der Kommissionshaushalt in rund dreißig Titel aufgeteilt, die jeweils einen bestimmten Politikbereich kennzeichnen. Diese sind weiter aufgeschlüsselt in einzelne Kapitel, die sich auf bestimmte Maßnahmen beziehen. Die Kapitel sind weiter in Artikel und gegebenenfalls einzelne Posten untergliedert. Die Einteilung des Haushaltsplans richtet sich also nach den verschiedenen Tätigkeiten, denen die Kommission nachgeht; diese Art der Haushaltsführung wird auch als Activity Based Budgeting (ABB) bezeichnet. Da aus dieser Gliederung genau hervorgeht, welche Mittel zur Finanzierung welcher Politikbereiche vorgesehen sind, können so die Kosten jedes einzelnen Politikbereichs geschätzt werden.
Die Verantwortung für die einzelnen Programme und Maßnahmen der EU in den jeweiligen Politikbereichen tragen die Kommissionsbediensteten der Generaldirektionen, die diesen Bereichen zugeordnet sind. Bei Bedarf arbeiten sie mit den zuständigen Stellen in den EU-Mitgliedstaaten zusammen. Alle EU-Bediensteten können für ihre Handlungen disziplinarisch und finanziell zur Rechenschaft gezogen werden. Die volle und endgültige Verantwortung für die Vorgänge in seinem Zuständigkeitsbereich trägt jedoch in der Regel der zuständige Generaldirektor.
Zur Durchführung von Zahlungen besitzt die Kommission Konten bei den Haushaltsverwaltungen der Mitgliedstaaten, bei Zentralbanken sowie bei Geschäftsbanken. Sämtliche Zahlungsanweisungen und damit zusammenhängende Mitteilungen werden in elektronischer Form, verschlüsselt und mit einem Authentifizierungscode versandt. Beim größten Teil der EU-Ausgaben zahlt allerdings nicht direkt die Kommission an den Empfänger. Stattdessen werden rund drei Viertel des Haushalts im Rahmen der sogenannten „geteilten Mittelverwaltung“ ausgeführt, bei der die Kommission das Geld den Mitgliedstaaten überweist, die ihrerseits die endgültigen Empfänger auswählen. Die Kommission kontrolliert allerdings diese Ausgaben und fordert sie bei Unregelmäßigkeiten zurück. Im Haushaltsplan der Bundesrepublik Deutschland sind die von den Dienststellen des Bundes bewirtschafteten Einnahmen und Ausgaben der EU in besonderen Anlagen („E“) zu Kap. 1004 und zu Kap. 6001 ausgewiesen.

## Rechnungsführung und Haushaltskontrolle
Entsprechend der Unterscheidung zwischen Zahlungs- und Verpflichtungsermächtigungen basiert die Rechnungsführung der EU auf einem dualen System (Doppik): Die Haushaltsbuchführung orientiert sich an einer Variante des Kassenprinzips, bei dem die Ausgaben und Einnahmen gebucht werden, wenn die betreffenden Mittel ausgezahlt oder eingenommen werden. Dadurch werden die unterschiedlichen Vorgänge beim Haushaltsvollzug im Einzelnen erfasst. Die Finanzbuchführung nach der Methode der doppelten Buchführung basiert dagegen auf dem Grundsatz der Periodenabgrenzung und erfasst alle Vorgänge zu dem Zeitpunkt, zu dem sie tatsächlich anfallen (auch wenn zum Beispiel die Zahlung erst später erfolgt). Dies ermöglicht eine Übersicht über das Vermögen und das wirtschaftliche Ergebnis der EU. An der Finanzbuchführung lässt sich also in der Jahresabschlussrechnung die Finanzlage der EU messen. Das Haushaltsjahr entspricht dabei dem Kalenderjahr (Art. 313 AEU-Vertrag). Sowohl der mehrjährige Finanzrahmen als auch der Jahreshaushaltsplan und die Rechnungslegung erfolgen in Euro.

### Berichterstattung über den Haushaltsvollzug
Für die Kontrolle des Haushalts veröffentlicht die Europäische Kommission jeden Monat einen Bericht über den Haushaltsvollzug. Dieser stellt die tatsächlichen Einnahmen und Ausgaben der EU dar und vergleicht sie mit den Veranschlagungen im Haushaltsplan. Der Bericht geht an das Europäische Parlament und den Rat, die als Haushaltsbehörde für die Kontrolle des Haushaltsvollzugs zuständig sind, wird aber auch im Internet auf der Webseite der Kommission veröffentlicht. In den Berichten werden die Ausgaben unter anderem nach den Rubriken des MFR und nach den Kapiteln des Haushaltsplans aufgegliedert.

Logo des Europäischen Rechnungshofs

Einmal jährlich veröffentlicht die Kommission den Jahresabschluss der Europäischen Union. Dieser setzt sich zusammen aus den konsolidierten Monatsberichten über den Haushaltsvollzug und aus einer Übersicht über Vermögen, Jahresergebnis und Kapitalflüsse. Der Jahresbericht umfasst die Abschlüsse aller Organe und Agenturen der EU und wird gemäß den internationalen Standards für das öffentliche Rechnungswesen (IPSAS) erstellt. Gemäß der Haushaltsordnung muss die Europäische Kommission jeweils bis zum 31. März des Folgejahres einen vorläufigen Bericht über den Jahresabschluss dem Europäischen Rechnungshof zur Prüfung vorlegen; der endgültige Abschluss muss bis zum 31. Juli an den Europäischen Rechnungshof, das Europäische Parlament und den Rat übermittelt werden.
Außerdem wird ebenfalls jährlich ein Finanzbericht erstellt, der die Einnahmen und Ausgaben der Kommission detailliert aufschlüsselt. Dabei werden die Einnahmen und Ausgaben jeweils in Bezug auf die Rubriken des mehrjährigen Finanzrahmens und in Bezug auf die Mitgliedsländer analysiert, in denen sie anfielen. Mithilfe des Finanzberichts lässt sich also statistisch aufschlüsseln, wie hoch der jeweilige Nettobeitrag eines Landes zum EU-Haushalt war. Da jedoch etliche Einnahmen und Ausgaben nicht eindeutig bestimmten Mitgliedstaaten zuzuordnen sind, ist diese Nettorechnung auch umstritten (siehe unten).
Darüber hinaus verfassen seit 2002 alle Generaldirektionen der Europäischen Kommission jährliche Tätigkeitsberichte, die sie bis 31. März des Folgejahres an die für sie zuständigen Kommissionsmitglieder übermitteln. Diese Tätigkeitsberichte enthalten zum einen den Jahresabschluss und Finanzbericht der jeweiligen Generaldirektion, aber auch eine Analyse, ob die Ausgaben die politischen Ergebnisse erzielten, die mit ihnen beabsichtigt waren. Zugleich können Empfehlungen für eventuelle Korrekturmaßnahmen ausgesprochen werden. Diese Tätigkeitsberichte werden vom Kollegium der Kommissionsmitglieder geprüft und zu einem Synthesebericht zusammengefasst, der dem Europäischen Rechnungshof, dem Europäischen Parlament und dem Rat vorgelegt wird.
Alle konsolidierten Jahresabschlüsse und Berichte werden von der Kommission im Amtsblatt der Europäischen Union sowie im Internet auf ihrer Webseite veröffentlicht.

### Haushaltskontrollverfahren

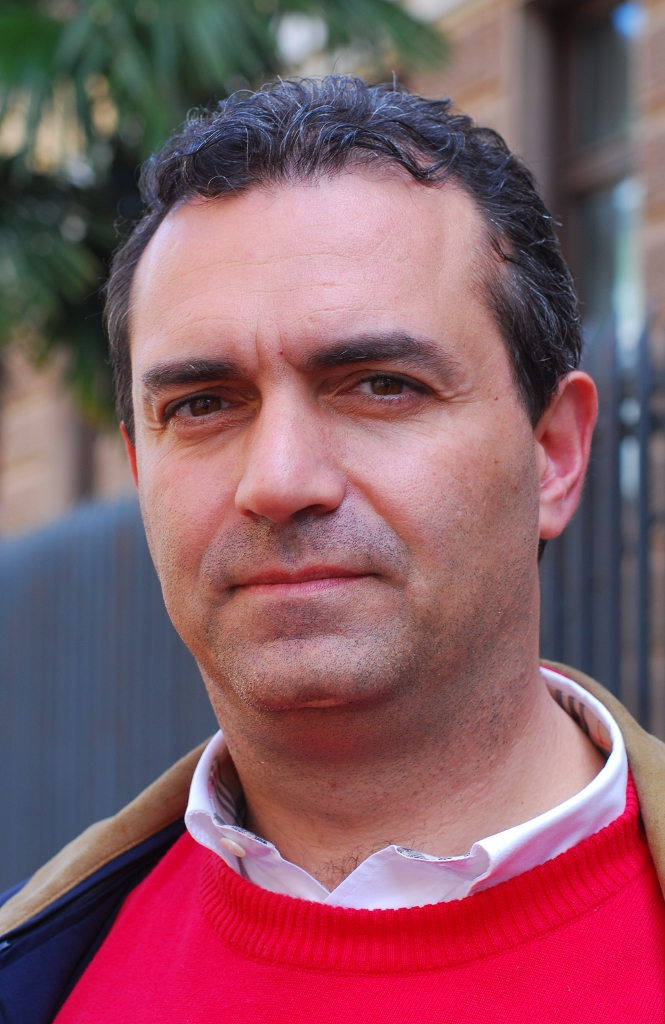
Luigi de Magistris war bis zu seinem Ausscheiden aus dem Parlament im Juli 2011 Vorsitzender im Haushaltskontrollausschuss

Die Kontrolle des EU-Haushalts erfolgt durch verschiedene Institutionen. Zum einen gibt es ein Prüfverfahren innerhalb der Kommission, das vom Internen Auditdienst (IAS) durchgeführt wird. Dieser hat den Rang einer Generaldirektion der Europäischen Kommission und ist seit 2010 dem Kommissar für Steuern und Zollunion untergeordnet, in dessen Ressort auch der Bereich Audit und Betrugsbekämpfung fällt. Zugearbeitet wird dem IAS von den sogenannten internen Prüfstellen, die in jeder Generaldirektion ansässig sind. Diese sind jeweils direkt dem Generaldirektor unterstellt und überwachen die Einhaltung der Haushaltsregeln innerhalb der Generaldirektion. Für die Evaluierung, ob die Ausgaben der Kommission auch ihre politischen Ziele erreicht haben, ist das Generalsekretariat der Europäischen Kommission zuständig.
Als äußeres Kontrollorgan für den EU-Haushalt dient der Europäische Rechnungshof, der jeweils den Jahresabschluss der Kommission untersucht und Parlament und Rat darüber Bericht erstattet. Dabei werden einerseits die Vorschriftsmäßigkeit der einzelnen Vorgänge geprüft, andererseits Aussagen über seine Zuverlässigkeit getroffen. Der Rechnungshof prüft außerdem in einem eigenen Verfahren die Abschlüsse des Europäischen Entwicklungsfonds, der nicht zum regulären EU-Haushalt zählt (siehe oben), und kann zudem Sonderberichte zu bestimmten Politikbereichen erstellen. Während die Berichte des Rechnungshofs in der Vergangenheit oft sehr kritisch mit der Rechnungsführung der Kommission waren und wiederholt negative Zuverlässigkeitserklärungen abgaben, wurde für 2009 eine einwandfreie Rechnungsführung festgestellt. Die Quote fehlerhafter Ausgaben liege zwischen zwei und fünf Prozent, was eine deutliche Verbesserung gegenüber früheren Jahren darstelle.
Die eigentliche Entlastung der Kommission erfolgt schließlich durch das Europäische Parlament, das für diesen Zweck einen eigenen Haushaltskontrollausschuss besitzt. Es stützt sich dabei auf den von der Kommission erstellten Jahresabschluss, auf den Bericht des Rechnungshofs sowie auf Empfehlungen des Rats der Europäischen Union. Außerdem kann das Parlament Nachfragen an die Kommission stellen. Wenn das Parlament die Entlastung erteilt, gilt der Haushaltsplan formell als beendet. In diesem Zusammenhang gibt das Parlament der Kommission häufig Empfehlungen hinsichtlich zu treffender Maßnahmen. Die Kommission legt daraufhin dem Parlament und dem Rat die Maßnahmen vor, die sie zu treffen gedenkt. Das Parlament kann allerdings auch entscheiden, die Entlastung abzulehnen oder zu verschieben, etwa um weitere Informationen einzuholen. Letztlich hat das Entlastungsverfahren allerdings nur eine politische Bedeutung; es führt nicht zu unmittelbaren Konsequenzen, sondern dient vor allem der zusätzlichen Transparenz sowie als Ausdruck des Ver- oder Misstrauens des Parlaments gegenüber der Kommission.

## Geschichte

### Eigenmittel der EGKS
Im Verlauf der Geschichte der europäischen Integration war die Frage der Finanzierung der europäischen Institutionen immer wieder ein Thema wichtiger Konflikte. Die 1951 gegründete Europäische Gemeinschaft für Kohle und Stahl (EGKS), der erste Vorläufer der Europäischen Union, verfügte bereits über ein sehr weitreichendes System von Eigenmitteln. Kernstück war eine „Umlage“ – faktisch eine Steuer – auf Kohle- und Stahlunternehmen, die direkt der Hohen Behörde der EGKS zugutekam. Die vertraglich festgelegte Maximalhöhe dieser Umlage lag bei 1 %. Außerdem hatte die EGKS die Möglichkeit, Anleihen aufzunehmen, die sie jedoch selbst nur für die Vergabe von Krediten nutzen durfte. Aufgrund der Krise im Kohle- und Stahlsektor wurde die Umlage allerdings immer weiter reduziert, ab 1980 betrug sie nur noch 0,31 %. 1998 wurde sie auf 0 % gesenkt und damit faktisch abgeschafft. Stattdessen wurden die EGKS-Tätigkeiten nun größtenteils aus Zuwendungen der Mitgliedstaaten sowie aus dem Gesamthaushalt der Europäischen Gemeinschaften finanziert.

### Erster Eigenmittelbeschluss: Einführung der traditionellen Eigenmittel

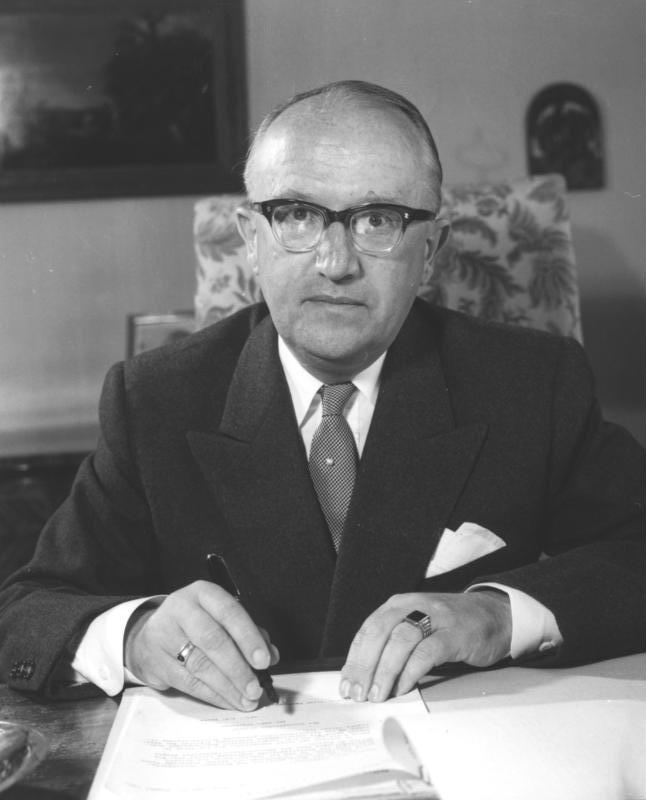
Walter Hallstein setzte sich als EWG-Kommissionspräsident für die Einführung von Eigenmitteln für die Gemeinschaft ein.

Die 1957 durch die Römischen Verträge gegründeten Gemeinschaften, die Europäische Wirtschaftsgemeinschaft (EWG) und die Europäische Atomgemeinschaft (Euratom), besaßen dagegen zunächst keine Eigenmittel. Zwar sah Artikel 201 EWG-Vertrag diese von Anfang an vor; für eine Übergangszeit wurde jedoch stattdessen eine Finanzierung aus nationalen Beiträgen beschlossen. 1965 drängte EWG-Kommissionspräsident Walter Hallstein darauf, sämtliche Zolleinnahmen der Europäischen Zollunion auf die EWG zu übertragen, ebenso wie andere finanzielle Gewinne, die aus Gemeinschaftspolitiken entstanden, etwa die Agrarabschöpfungen aus der Gemeinsamen Agrarpolitik. Dies wurde jedoch vom französischen Staatspräsidenten Charles de Gaulle abgelehnt, was einer der Auslöser der Krise des leeren Stuhls wurde. Im Luxemburger Kompromiss, der die Krise beendete, wurde die Forderung der Kommission zunächst nicht aufgegriffen. Nach dem Rücktritt Charles de Gaulles einigten sich die Staats- und Regierungschefs auf dem Gipfel von Den Haag 1969 jedoch schließlich darauf, sodass am 21. April 1970 der sogenannte erste Eigenmittelbeschluss (auch erster Finanzvertrag genannt) unterzeichnet wurde, der die „natürlichen Eigenmittel“ einführte, die heute als „traditionelle Eigenmittel“ bezeichnet werden.
Allerdings war bereits 1970 deutlich, dass die traditionellen Eigenmittel allein nicht zur Finanzierung des EG-Haushaltes ausreichen würden. Deshalb wurde im ersten Eigenmittelbeschluss zugleich die Einführung der Mehrwertsteuer-Eigenmittel ab 1975 beschlossen. Allerdings verzögerte sich die Harmonisierung der Bemessungsgrundlage für die Umsatzsteuer in den verschiedenen europäischen Ländern noch einige Jahre, sodass erst die Mehrwertsteuer-Eigenmittel erst ab 1980 angewandt und das Übergangssystem nationaler Beiträge abgeschafft wurde.
Aufgrund des EG-Fusionsvertrags wurden 1967 die Institutionen der drei Europäischen Gemeinschaften miteinander vereinigt, darunter auch die Hohe Behörde der EGKS mit den Kommissionen von EWG und Euratom. Zugleich wurde ein gemeinsamer Haushaltsplan für alle drei Gemeinschaften eingeführt.

### Zweiter und Dritter Eigenmittelbeschluss: Britenrabatt und BNE-Eigenmittel

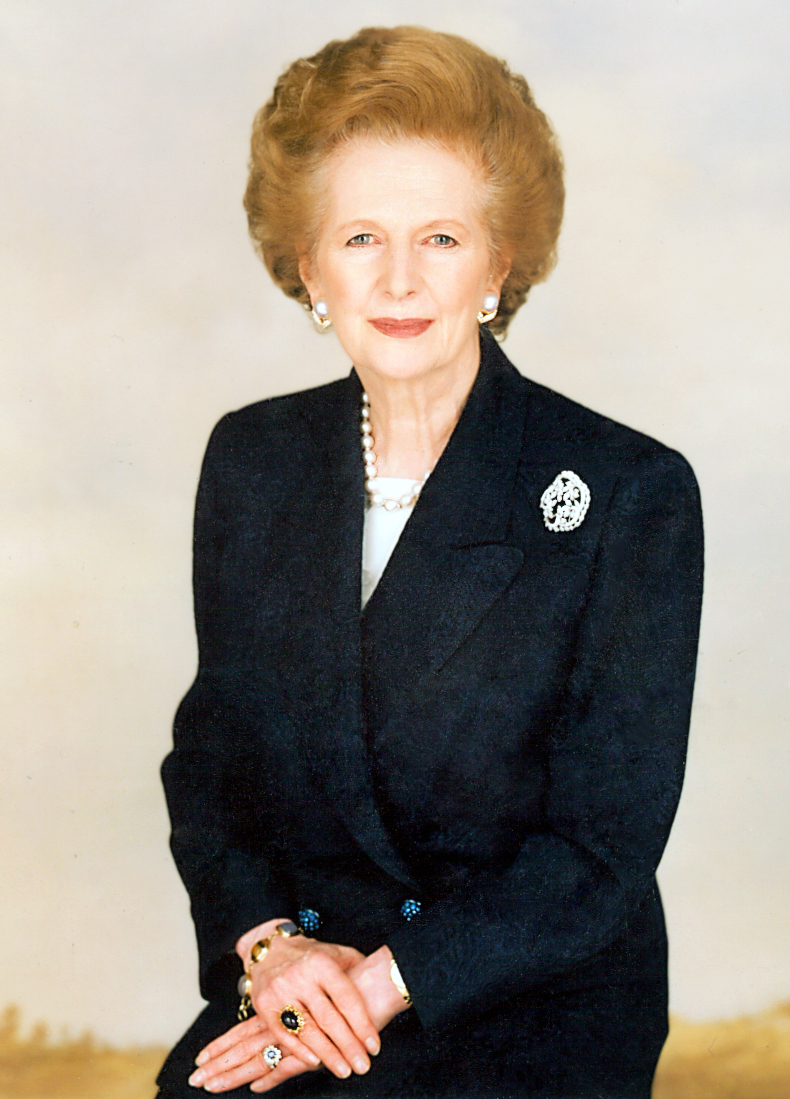
Margaret Thatcher setzte 1984 die Einführung des „Britenrabatts“ durch.

Einer der wichtigsten Gründe für die Haushaltskonflikte in den 1980er Jahren waren die Kosten für die Gemeinsame Agrarpolitik. Diese waren seit deren Einrichtung 1962 der größte Einzelbereich im Haushalt der Europäischen Gemeinschaft, teilweise umfassten sie bis zu zwei Dritteln des Gesamtetats. Da die Gemeinsame Agrarpolitik explizit einen hohen Lebensstandard für die Landwirte sicherstellen sollte, war sie lange Zeit der einzige wesentliche Umverteilungsmechanismus auf europäischer Ebene. Allerdings wurde bei den Verhandlungen zu den ersten Agrarmarktordnungen darauf geachtet, dass alle Mitgliedstaaten in ähnlicher Weise von den GAP-Ausgaben profitierten, sodass sie zunächst nur wenig umstritten waren. Das änderte sich mit den 1970er Jahren. Zum einen führten die Agrarmarktordnungen ab Ende der 1970er Jahre zu einer ständigen Überproduktion von bestimmten Nahrungsmitteln (die sogenannten Butterberge und Milchseen), die aus dem EG-Haushalt finanziert und dann häufig nur vernichtet wurden. Zum anderen trat 1973 mit dem Vereinigten Königreich ein neues Mitgliedsland bei, in dem es kaum Landwirtschaft gab und das daher nicht von den hohen GAP-Ausgaben profitierte. Dies führte dazu, dass es netto deutlich mehr in den EG-Haushalt einzahlte als alle anderen Länder – obwohl es zu diesem Zeitpunkt einer der wirtschaftlich schwächeren Mitgliedstaaten war.
Dieses Problem wurde zunächst durch neue Formen der finanziellen Umverteilung, die Strukturfonds, zu lösen versucht. Insbesondere wurde der Europäische Fonds für regionale Entwicklung eingeführt, der wirtschaftlich schwächeren Regionen zugutekommt und von dem in der Anfangsphase vor allem Großbritannien profitierte. Allerdings machte die Agrarpolitik weiterhin bis zu zwei Dritteln des Gesamtetats aus, sodass der britische Nachteil auch weiterhin bestehen blieb. Nachdem bereits der Gipfel von Paris 1974 festgestellt hatte, dass es sich um eine „unannehmbare Situation“ handle und ein „angemessener Mittelrückfluss“ gewährleistet werden müsse, brachte vor allem die 1979 gewählte britische Premierministerin Margaret Thatcher die British Budget Question im Europäischen Rat regelmäßig auf die Tagesordnung. Während der Eurosklerose-Krise bis 1984 blockierte Großbritannien alle weitergehenden Entwicklungen der europäischen Integration, bis das Problem gelöst sei. Dadurch erlangt die Nettozahlerproblematik auch breite öffentliche Aufmerksamkeit. Auf dem Gipfel von Fontainebleau 1984 einigten sich die Staats- und Regierungschefs schließlich auf die Einrichtung des Britenrabatts (siehe oben), durch den Großbritannien ein Großteil seiner Nettobeiträge wieder zurückerstattet wird. Diese Regelung wurde durch den sogenannten zweiten Eigenmittelbeschluss von 1985 rechtlich geregelt. Durch die späteren EU-Erweiterungen, bei denen mehrere wirtschaftlich schwächere Staaten der EU beitraten, erhöhten sich die wirtschaftlichen Ungleichgewichte in der EU jedoch weiter, sodass die Nettobeiträge der wirtschaftsstärkeren Mitgliedstaaten zunahmen und neue „nationale Rabatte“ auch für andere Mitgliedstaaten eingeführt wurden. Das Ausmaß der finanziellen Umverteilung, die durch die Strukturfonds zwischen den reicheren und den ärmeren Mitgliedstaaten erfolgt, ist daher ein regelmäßiges Konfliktthema im Rahmen der Nettozahlerdebatte.
Im Verlauf der 1980er Jahre wurde es immer deutlicher, dass die bestehenden Einnahmearten nicht genügten, um die Ausgaben der Gemeinschaft zu bewältigen: Seit den 1970er Jahren stiegen die Kosten der Agrarpolitik immer weiter, während zugleich die Süderweiterung der EG geplant wurde, bei der mit Griechenland, Spanien und Portugal mehrere sowohl landwirtschaftlich geprägte als auch wirtschaftlich schwache Staaten beitreten würden, denen also Zuwendungen sowohl aus den Agrar- als auch den Strukturfonds zustanden. Hinzu kam, dass die Einnahmen aus den traditionellen Eigenmitteln zurückgingen, da zum einen die EG im GATT-Rahmen Zollsenkungen beschlossen hatte, zum anderen immer weniger Agrarprodukte importiert wurden, aus denen sich Abschöpfungen ergeben hätten. Diese angespannte Haushaltslage führte zum einen dazu, dass in den Beitrittsverträgen mit Spanien und Portugal lange Übergangsfristen vereinbart wurden, während derer diese auf bestimmte Zuwendungen verzichten mussten. Zum anderen wurden jedoch 1988 durch den dritten Eigenmittelbeschluss auch neue Finanzierungsinstrumente eingeführt, nämlich die BNE-Eigenmittel. Diese entwickelten sich in den folgenden Jahren zum wichtigsten Eigenmitteltyp der Gemeinschaft, die damit also letztlich wieder zu nationalen Beiträgen zurückkehrte. Anders als in der Anfangsphase der Integration wurde nun allerdings ein Rechtsanspruch der EG auf diese Finanzierung festgeschrieben: Die Mitgliedstaaten sind also verpflichtet, ihr diese zur Verfügung zu stellen, und können dies nicht durch nationale Beschlüsse verweigern.
Das Kernproblem, die hohen Ausgaben der gemeinsamen Agrarpolitik, wurde dagegen erst ab den späten 1980er Jahren angegangen. Diese wurde seitdem mehrfach reformiert, unter anderem durch die Einführung von Milchquoten, was zu einer allmählichen Absenkung sowohl der absoluten GAP-Kosten als auch ihres Anteils am Gesamthaushalt führte.

### Einbindung des Europäischen Parlaments und mehrjähriger Finanzrahmen
Ein weiterer Konfliktpunkt war die Einbindung des Europäischen Parlaments in die Haushaltspolitik. Dieses hatte zunächst nur rein beratende Funktionen gehabt und war in das Haushaltsverfahren in keiner Weise eingebunden. Allerdings drängten die Parlamentarier von Anfang an darauf, analog zu nationalen Parlamenten eine Budgethoheit zu erhalten. Mit dem ersten Eigenmittelbeschluss 1971 gingen die Regierungen der Mitgliedstaaten darauf teilweise ein und bewilligten dem Parlament schrittweise Mitspracherechte. Ab 1975 mussten die jährlichen Haushaltspläne vom Parlament bestätigt werden, bevor sie in Kraft treten konnten. Ausgenommen von dieser Regelung waren allerdings die sogenannten „obligatorischen Ausgaben“, „die sich zwingend aus dem Vertrag oder den aufgrund des Vertrags erlassenen Rechtsakten ergeben“. Über diese bestimmte weiterhin nur der Rat. Darunter fielen insbesondere die Ausgaben für die Gemeinsame Agrarpolitik – also der mit Abstand größte Teil des Gesamtbudgets.

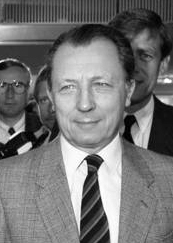
Jacques Delors schlug als Kommissionspräsident das 1988 eingeführte System der mehrjährigen Finanzrahmen vor.

Da das Vetorecht zum Haushaltsplan zu den einzigen tatsächlichen Befugnissen zählte, die das Parlament zu diesem Zeitpunkt besaß, wurde es von den seit der Europawahl 1979 direkt gewählten Abgeordneten wiederholt als Druckmittel eingesetzt, um dem Rat auch in anderen Bereichen Zugeständnisse abzuringen. Zudem forderte das Parlament regelmäßig eine Erhöhung der nichtobligatorischen Ausgaben im Haushalt, um mehr Spielraum für eigene Initiativen zu haben. Im Rat dagegen stießen solche Forderungen auf Ablehnung, da bereits die obligatorischen Ausgaben für die Agrarpolitik zu dieser Zeit nahezu unkontrolliert wuchsen, ohne dass sich die Mitgliedstaaten auf eine Kürzung einigen konnten. Zudem kam es bei zahlreichen Ausgabeposten zu Uneinigkeiten, ob diese den obligatorischen oder den nichtobligatorischen Ausgaben zuzuordnen seien, ob also der Rat oder das Parlament das letzte Wort darüber habe. Dies führte in den 1980er Jahren zu regelmäßigen politischen Krisen zwischen beiden Institutionen über den Haushalt. Um diese zu überwinden, wurde auf Vorschlag der Europäischen Kommission unter Jacques Delors im dritten Eigenmittelbeschluss 1988 ein System der langfristigen Finanzplanung eingeführt, das die Abwicklung des Haushaltsverfahrens und die Haushaltsdisziplin verbessern sollte. Durch dieses System einer „finanziellen Vorausschau“ wurden jeweils für mehrere Jahre im Voraus die Höchstgrenzen für den EG-Etat festgelegt, sodass der Konflikt darüber nicht mehr das jährliche Haushaltsverfahren beeinträchtigen konnte.
Hauptziel von Delors war es dabei, Planungssicherheit für sein Projekt der Vollendung des Europäischen Binnenmarkts zu bekommen. Die Laufzeit des ersten Finanzrahmens entsprach daher genau dem Zeitraum bis 1992, der auch für das Binnenmarktprojekt vorgesehen war. Er wurde 1988 als interinstitutionelle Vereinbarung beschlossen und umgangssprachlich auch als „Delors-Paket“ bekannt. Die Ausgabenobergrenze lag dabei 1988 zunächst bei 1,15 % des Gesamt-BNE der Gemeinschaft und wurde bis 1992 schrittweise bis auf 1,2 % gesteigert. Die zweite finanzielle Vorausschau (auch „Delors-II-Paket“) lief über sieben Jahre, von 1993 bis 1999, wobei die Eigenmittelobergrenze bis auf 1,26 % anstieg. In der Folgezeit wurden weitere finanzielle Vorausschauen für die Zeiträume 2000–2006 sowie 2007–2013 erlassen. Mit dem Vertrag von Lissabon 2007 wurde das System im AEU-Vertrag als mehrjähriger Finanzrahmen verankert (siehe oben).
Begleitend zum Delors-II-Paket wurde 1994 ein vierter Eigenmittelbeschluss gefasst, mit dem die Regelungen für die Erhebung der Eigenmittel und die nationalen Rabatte überarbeitet wurden, ohne jedoch grundsätzliche Änderungen vorzunehmen oder neue Eigenmitteltypen einzuführen. Dies gilt auch für die späteren Beschlüsse, die jeweils parallel zu den finanziellen Vorausschauen ausgearbeitet wurden: Der fünfte Eigenmittelbeschluss trat 2000 in Kraft, der sechste 2009 rückwirkend ab 2007. Für 2013 ist begleitend zum mehrjährigen Finanzrahmen 2014–2020 ein neuer Eigenmittelbeschluss geplant.
Im Zug der Vertragsreformen seit dem Vertrag von Maastricht 1992 wurde das Mitspracherecht des Parlaments im jährlichen Haushaltsverfahren schrittweise bis zum heutigen System erweitert. Eine wesentliche Reform erfolgte dabei durch den Vertrag von Lissabon 2007, mit dem die Unterscheidung zwischen obligatorischen und nichtobligatorischen Ausgaben abgeschafft wurde. Dadurch fallen nun sämtliche Bereiche des EU-Haushalts unter die Mitbestimmung des Europäischen Parlaments.

## Debatte über eine Reform des EU-Haushalts
Während bestimmte Konflikte über den Haushalt der Europäischen Union regelmäßig in den jährlichen Haushaltsverhandlungen zu erkennen sind, gewinnen andere vor allem vor der Aushandlung neuer Eigenmittelbeschlüsse und mehrjähriger Finanzrahmen an Schärfe, wenn das gesamte Eigenmittelsystem auf dem Prüfstein steht. Auch der neue Finanzrahmen ab 2014, für den die Kommission Ende Juni 2011 erste Vorschläge vorlegte (siehe unten), löste bereits seit 2010 immer wieder Forderungen nach Reformen im EU-Haushalt aus.

### Debatte zu den Ausgaben

#### Gesamthöhe der Ausgaben
Ein häufiger Konfliktpunkt in den Verhandlungen über den Haushalt der Europäischen Union ist die Höhe der Gesamtausgaben. Insbesondere der Haushaltsausschuss des Europäischen Parlaments kritisierte wiederholt, dass der Haushalt nicht ausreiche, um den Aufgaben der Europäischen Union gerecht zu werden. So berücksichtige der mehrjährige Finanzrahmen 2007–2013 nicht die zusätzlichen Ausgaben, die durch die Finanzkrise ab 2007 und durch die im Vertrag von Lissabon neu eingeführten Verantwortlichkeiten entstanden sind. Dies betrifft zum Beispiel die Bereiche Energie, Forschung, Finanzmarktkontrolle, Klimawandel und Außenpolitik. Die EU verfüge daher nicht über den nötigen Handlungsspielraum, um auf neue oder unerwartete Herausforderungen reagieren zu können. Dagegen wird eine Erhöhung des EU-Etats von mehreren Mitgliedstaaten abgelehnt. Insbesondere die „Nettozahler“ wie Deutschland fürchten dadurch eine weitere Erhöhung ihres Beitrags.(siehe unten).
Die Konfliktlinie zwischen Europäischem Parlament und Rat in dieser Frage hat eine lange Tradition. Zuletzt führte der Konflikt zu einer Krise bei der Aushandlung des EU-Haushalts für 2011. Hier forderte das Europäische Parlament eine Steigerung des Etats um sechs Prozent, was von elf Mitgliedstaaten auf dem Europäischen Rat Ende Oktober 2010 kategorisch abgelehnt wurde. Schließlich einigten sich Parlament und Rat auf einen Kompromiss, der nur eine geringere Etaterhöhung, dafür aber mehr informelle Mitspracherechte des Parlaments in den Verhandlungen zum mehrjährigen Finanzrahmen ab 2014 vorsieht, die Mitte 2011 beginnen sollen. Allerdings forderten die Regierungen mehrerer Mitgliedstaaten, darunter Deutschland, Frankreich und Großbritannien, zugleich eine Einfrierung des Gesamtetats in diesem MFR. Parlamentspräsident Jerzy Buzek warnte deshalb vor einer „politischen Krise wegen der Haushaltsfrage“. Vor Beginn der polnischen EU-Ratspräsidentschaft 2011 sprach sich auch die polnische Regierung für eine Stärkung des EU-Haushalts aus, um so das Wirtschaftswachstum in der EU zu stimulieren.

#### Gemeinsame Agrarpolitik und Regionalpolitik
| Regionen mit höheren Ansprüchen (Ziel „Konvergenz“) Regionen mit geringeren Ansprüchen (Ziel „Regionale Wettbewerbsfähigkeit und Beschäftigung“) |

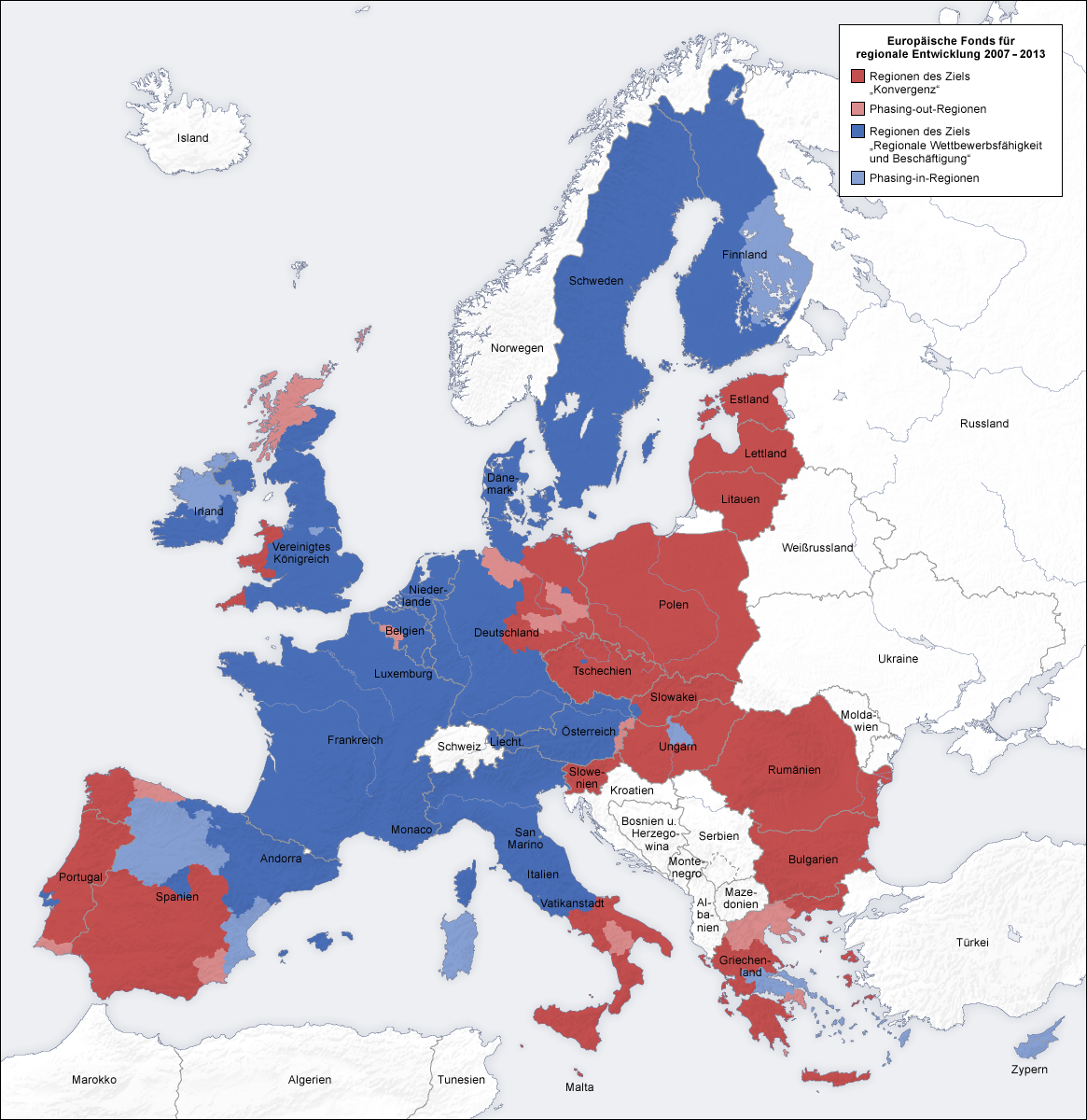
Förderungsansprüche aus der EU-Regionalpolitik

Umstritten ist zudem weiterhin die Höhe der Ausgaben für die Gemeinsame Agrarpolitik (GAP). Diese sanken infolge der GAP-Reformen zwar deutlich; der Europäische Garantiefonds für die Landwirtschaft, der im MFR 2007–2013 als Unterpunkt „marktbezogene Ausgaben und Direktzahlungen“ der Rubrik 2 erscheint, umfasst heute jedoch noch immer rund 35 % des Gesamtetats. Insbesondere Großbritannien setzte sich daher bei den Verhandlungen über den Finanzrahmen für eine Senkung der Agrarausgaben ein, während Frankreich als größter Nutznießer sie verteidigte. Haushaltskommissar Janusz Lewandowski schlug 2010 vor, einen Teil dieser Ausgaben in die Bereiche Innovation und Beschäftigung zu investieren. Umstritten sind insbesondere die Exporthilfen für europäische Landwirtschaftsprodukte, da diese die Agrarmärkte in Entwicklungsländern schädigten.
Als der zweite große Ausgabenposten mit ebenfalls rund 35 % ist zudem die Regionalpolitik der Europäischen Union in der Debatte. Diese umfasst insbesondere die Strukturfonds wie den Regionalentwicklungsfonds, den Sozialfonds und den Kohäsionsfonds, mit denen die wirtschaftsschwächeren Regionen und Länder gefördert werden (Rubrik 2b im MFR 2007–2013). Seit der EU-Erweiterung 2004 sind dies vor allem die neu beigetretenen mittel- und osteuropäischen Mitgliedstaaten. Die Regionalpolitik ist damit der wichtigste Mechanismus, durch den innerhalb der Europäischen Union Wohlstand von reicheren zu ärmeren Gegenden umverteilt wird. Während insbesondere Polen und Tschechien darauf drängen, diese Strukturfonds aufrechtzuerhalten, wollen verschiedene Nettozahlerstaaten die Mittel dafür kürzen. Insbesondere Frankreich erklärte eine Kürzung des Regionalpolitik-Budgets für „unvermeidlich“.

### Debatte zu den Einnahmen
Auch die Art der Einnahmen im EU-Haushalt ist ein häufiges Konfliktthema. Traditionell versuchen dabei die Kommission und das Europäische Parlament, durch neue Eigenmittel von den nationalen Beiträgen der Mitgliedstaaten unabhängiger zu werden. Dadurch soll zum einen die Nettozahlerdebatte beruhigt werden, da die Einnahmen der EU nicht mehr bestimmten Mitgliedstaaten zuzurechnen wären. Zum anderen würden solche zusätzlichen Eigenmittel die Rolle der EU als eigenständige politische Ebene verdeutlichen und der EU-Haushaltspolitik mehr Sichtbarkeit verschaffen. Von verschiedenen Mitgliedstaaten wird dies jedoch abgelehnt. Auch dieser Konflikt geht schon auf die Anfangszeit der europäischen Integration zurück.

#### EU-Steuer
Haushaltskommissar Janusz Lewandowski und Kommissionspräsident José Manuel Barroso brachten daher 2010 mehrfach die Möglichkeit einer EU-Steuer ins Spiel. Nach Meinung der Kommission kämen dafür etwa eine Luftverkehrsabgabe, eine Finanztransaktionssteuer, die Einnahmen aus der Versteigerung von CO2-Emissionsrechten, eine Körperschaftssteuer oder eine direkt von der EU erhobene Mehrwertsteuer in Frage. Auch verschiedene führende Europaparlamentarier, darunter Alain Lamassoure, der Vorsitzende des Haushaltsausschusses, und Jutta Haug, die Vorsitzende des Sonderausschusses zum mehrjährigen Finanzrahmen ab 2013, forderten 2011 eine EU-Mehrwertsteuer und einen CO2-Zoll auf Importprodukte. Im Jahr 2023 trat das Europäische CO2-Grenzausgleichssystem in Kraft; aus den Einnahmen sollen Eigenmittel für den Unionshaushalt generiert werden. Sowohl Kommission als auch Parlament sehen die Steuer als eine Möglichkeit an, die nationalen Beiträge der Mitgliedstaaten zu ersetzen, ohne dass es dabei zu einer Mehrbelastung des Steuerzahlers komme.
Von den Regierungen mehrerer Mitgliedstaaten, darunter Deutschland, wird eine EU-Steuer dagegen strikt abgelehnt; im Koalitionsvertrag der Regierung Merkel II wird sie ausdrücklich ausgeschlossen. Dies wird meist damit begründet, dass – entgegen den Erklärungen von Kommission und Parlament – die Einführung einer EU-Steuer letztlich zu einer Steigerung des EU-Haushaltes und damit zu einer steuerlichen Mehrbelastung führen würde.
Bereits aus rechtlicher Perspektive sind EU-Steuern mit Hinblick auf Grundgesetz und EU-Verträge problematisch – wobei zwischen EU-Steuern unterschieden wird, die von der EU eingeführt werden (Rechtssetzungskompetenz), dann aber dem nationalen Haushalt zugutekommen, und solchen, die in den EU-Haushalt fließen (Ertragskompetenz). Ob vollwertige EU-Steuern auf Grundlage der bestehenden Verträge eingeführt werden können, ist rechtswissenschaftlich umstritten. Zum Teil wird arumentiert, dass der Eigenmittelbeschluss nach Art. 311 AEUV als Rechtsgrundlage für eine echte EU-Steuer herangezogen werden könne. Dagegen meinen andere Stimmen in der juristischen Lehre, dass selbst nach einer Änderung der Verträge eine umfassende Besteuerungskompetenz der EU im Hinblick auf ihr „Demokratiedefizit“ problematisch und letztlich mit dem deutschen Grundgesetz unvereinbar sei. Teilweise wird jedoch eine EU-Steuer mit Ertragskompetenz und Rechtsetzungskompetenz der EU für vereinbar mit dem Grundgesetz angesehen. Einige schränken dies dahingehend ein, dass die Steuer nicht des Ertrags willens erhoben werden kann, sondern anderen Zielen (etwa Umweltschutz) dienen muss.

#### Eurobonds
Ein weiterer Vorschlag zur Reform des EU-Haushaltes sind sogenannte EU-Anleihen (auch Eurobonds genannt). Darunter werden Staatsanleihen auf den EU-Haushalt verstanden, für die die Mitgliedstaaten der EU gemeinsam bürgen sollen. Dies wäre ein Bruch mit dem bisherigen Prinzip, wonach der EU-Haushalt immer ausgeglichen sein muss. Der Vorschlag existiert in verschiedenen Varianten, die jeweils unterschiedliche Zwecke erreichen sollen.
Erstmals wurde eine entsprechende Idee 2003 von dem ehemaligen Kommissionspräsidenten Jacques Delors thematisiert. Er schlug vor, Anleihen direkt zugunsten des EU-Haushalts aufzunehmen und damit ein neues Finanzierungsinstrument für die EU analog zu den Staatsanleihen auf nationaler Ebene zu schaffen. Im Verlauf der Eurokrise wurden 2010 verschiedene Varianten dieser Idee erneut vorgebracht, etwa vom luxemburgischen Ministerpräsidenten Jean-Claude Juncker, der auch Vorsitzender der Euro-Gruppe ist. Diese Vorschläge betrafen allerdings meist nicht den EU-Haushalt selbst: Stattdessen sollten die Gemeinschaftsanleihen nun den nationalen Haushalten der Mitgliedstaaten zugutekommen, um damit solchen Staaten zu helfen, die sich aus eigener Kraft nicht refinanzieren konnten.
Während die Europäische Kommission und ein großer Teil des Europäischen Parlaments diese Initiativen befürworteten, wurde der Delors-Vorschlag vom Europäischen Rat nicht aufgegriffen, da er als Gefahr zu einer von den Mitgliedstaaten nicht gewollten Haushaltsausweitung gesehen wurde. Die in der europäischen Verschuldungskrise vorgebrachten Vorschläge wurden zudem noch aus anderen Gründen von verschiedenen Mitgliedstaaten, darunter Deutschland und Frankreich, ausdrücklich abgelehnt.
Ein Sonderfall der EU-Anleihen sind die sogenannten Projektbonds mit gemeinschaftlicher Haftung, die in den 1970er Jahren als Neues Gemeinschaftsinstrument eingeführt und für einzelne Investitionsprojekte eingesetzt wurden. Solche „gegenseitigen finanziellen Garantien für die gemeinsame Durchführung eines bestimmten Vorhabens“ sind von Art. 125 AEU-Vertrag ausdrücklich vorgesehen. EU-Kommissionspräsident José Manuel Barroso schlug im Dezember 2010 die Wiedereinführung solcher Projektbonds in größerem Umfang vor.

### Nettozahlerdebatte

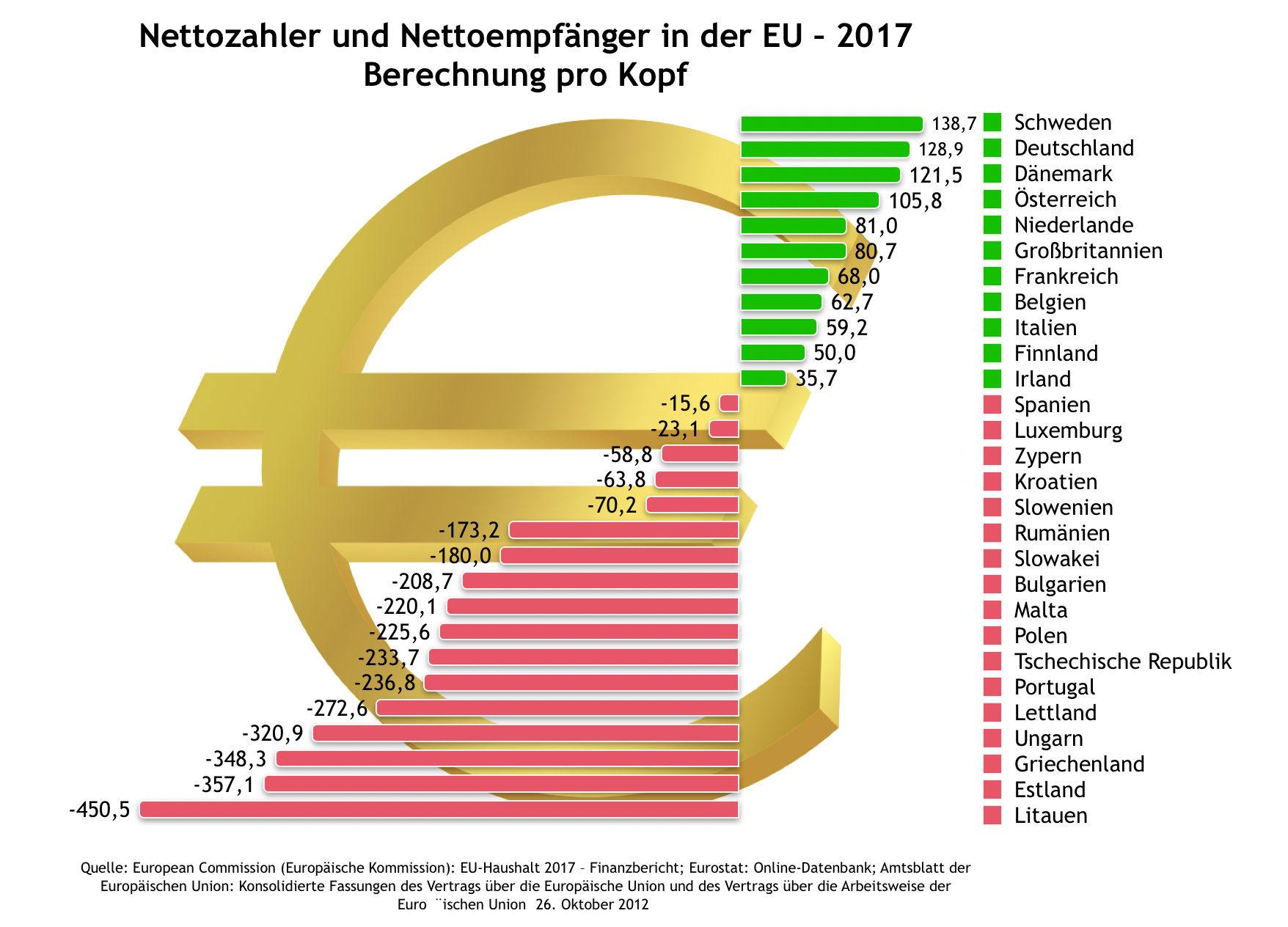
Nettozahler und -empfänger, Berechnung pro Kopf, Werte 2017

Eines der wichtigsten Konfliktfelder um den EU-Haushalt ist die sogenannte Nettozahlerdebatte, also die Diskussion darüber, wie viel ein Land zum EU-Haushalt beiträgt und wie viel umgekehrt aus dem EU-Haushalt wiederum in dieses Land fließt.
Wer mehr einzahlt als er herausbekommt, ist ein Nettozahler. Die Nettozahlung bewirkt eine Umverteilung von Finanzmitteln und letztendlich auch Wohlstand.
In der EU erhalten 15 von 27 Ländern mehr Geld als sie einzahlen – sie sind also Netto-Empfänger; dem gegenüber stehen zwölf Länder als Nettoeinzahler.
Die Debatte darüber prägt insbesondere in den Nettozahler-Ländern wie Deutschland, den Niederlanden und dem Vereinigten Königreich, die mehr Geld in den Haushalt einzahlen, als sie daraus zurückerhalten, die Diskussion um den EU-Haushalt allgemein.
Margaret Thatcher, britische Premierministerin von 1979 bis 1990, machte dies von 1979 bis 1984 zu einem Dauerthema der EU. Sie prangerte die hohen Agrarausgaben der EU und die mangelnde Reformfähigkeit der EU an und praktizierte eine Blockadepolitik, bis Großbritannien 1984 den sogenannten Britenrabatt erhielt (s. Abschnitt Britenrabatt).
Die Berechnungen der Nettobeiträge ist aus dem jährlichen Finanzbericht der Europäischen Kommission möglich (siehe oben). Sie ist methodisch schwierig: Während man die Einnahmen aus Mehrwertsteuer- und BNE-Eigenmitteln gut bestimmten Mitgliedstaaten zuordnen kann, ist dies bei den traditionellen Eigenmitteln etwa aus Zöllen nicht möglich. Zwar werden auch diese von bestimmten Mitgliedstaaten erhoben und an die EU übermittelt. Dabei erscheint aber der Anteil der Staaten mit großen Häfen (d. h. insbesondere der Niederlande) verzerrt, da Waren aus Drittländern häufig hier verzollt, aber in anderen Staaten verkauft werden. Noch schwieriger ist die Berechnung der Rückflüsse aus dem EU-Haushalt. Die Ausgaben der Europäischen Union richten sich nach den politischen Prioritäten der EU. Mit Ausnahme der EU-Regionalpolitik, die gezielt die Gebiete mit geringerer Wirtschaftskraft fördert, spielt es für sie zunächst einmal keine Rolle, wo das Geld ausgegeben wird. Eine Zuordnung der Rückflüsse zu bestimmten Staaten ist deshalb jeweils erst im Nachhinein möglich. Bestimmte Ausgaben (etwa für die EU-Entwicklungspolitik) erfolgen in Drittstaaten und können daher überhaupt keinen Staaten zugeordnet werden. Eine weitere verzerrende Wirkung haben schließlich die Verwaltungsausgaben, die jeweils am Sitz der EU-Institutionen anfallen. Die Europäische Kommission verwendet daher seit 1999 eine offizielle Methodik zur Berechnung der „operativen Haushaltssalden“, mit der all diese Effekte herausgerechnet wurden und werden. In Medien werden jedoch oft auch andere Berechnungsweisen genutzt, die etwa die traditionellen Eigenmittel oder die Verwaltungsausgaben mit einbeziehen.
Nachdem die Nettozahlerdebatte in den ersten Jahrzehnten der Integration kaum eine Rolle gespielt hatte, gelangte sie seit den späten 1970er Jahren vor allem durch die Konflikte um den britischen Beitrag zum EU-Haushalt stark ins öffentliche Bewusstsein (siehe oben). 1984 führte dies zur Einführung des – bis zum EU-Austritt des Vereinigten Königreichs weiter bestehenden – Britenrabatts sowie weiterer (allerdings weniger umfangreicher) „nationaler Rabatte“ für andere Nettozahlerstaaten wie Deutschland, die Niederlande, Österreich und Schweden. Diese verschiedenen Rabatte verkomplizierten den EU-Haushalt; insbesondere der Britenrabatt ist auch deshalb umstritten, weil der Anteil der Agrarausgaben am EU-Haushalt mittlerweile deutlich gesunken ist und das Pro-Kopf-Einkommen Großbritanniens deutlich gestiegen ist. EU-Haushaltskommissar Janusz Lewandowski und Kommissionspräsident José Manuel Barroso schlugen daher 2010 eine Abschaffung der nationalen Rabatte vor. Stattdessen sollte der EU-Haushalt aus einer EU-Steuer finanziert und durch das Ende der nationalen Beiträge auch die Nettozahlerdebatte insgesamt überwunden werden. Diese Vorschläge stießen im Europäischen Parlament auf Zustimmung, von den Nettozahler-Staaten wie Deutschland wurden sie abgelehnt.
Grundsätzlich lässt sich der Nettobeitrag wie folgt angeben:
- als Absolutbetrag,
- als Pro-Kopf-Betrag oder
- als Anteil des nationalen Bruttoinlandsprodukts.

Während Deutschland 2009 in absoluten Zahlen mit rund 6,4 Milliarden Euro den höchsten Nettobeitrag zum EU-Haushalt leistete (gefolgt von Frankreich mit 5,9 Milliarden und Italien mit 5,1 Milliarden Euro), war es sowohl bei den Pro-Kopf- als auch den Anteilsbeiträgen jeweils nur auf dem siebten Platz. Luxemburg zahlte mit rund 203 € die höchsten Pro-Kopf-Beiträge, auch wenn diese in absoluten Zahlen nur einen marginalen Teil des EU-Budgets ausmachen. Auf dem zweiten und dritten Platz folgten in der Pro-Kopf-Rechnung Dänemark (176 €) und Belgien (155 €). Deutschland zahlte pro Einwohner 78 € mehr ein als es herausbekam, Österreich 48 €. Im Verhältnis zum BIP waren die Hauptnettozahler Belgien (0,49 %), Dänemark (0,43 %) und Italien (0,34 %). In Deutschland betrug der Nettobeitrag 0,27 %, in Österreich 0,15 % des BIP. Wichtigste Nettoempfänger waren in absoluten Zahlen Polen (6,3 Milliarden Euro) und Griechenland (3,1 Milliarden Euro), in der Pro-Kopf- und der Anteilsrechnung hingegen jeweils Litauen (446 €, 5,42 %) und Estland (428 €, 4,13 %). Der emeritierte Heidelberger VWL-Professor Franz-Ulrich Willeke errechnete, dass Deutschland im Zeitraum von 1991 bis 2011 (also in den 21 Jahren nach der Wiedervereinigung) mehr als 200 Milliarden Euro Nettozahlung geleistet hat. Das entsprach rund 45 Prozent der gesamten Nettobeiträge aller zehn EU-Nettozahler. Damit lagen diese Zahlungen Deutschlands weit überproportional zur Wirtschaftsleistung. Diese lag im Betrachtungszeitraum zwischen einem Viertel und einem Fünftel vom aggregierten Bruttoinlandsprodukt der EU-Mitgliedstaaten. Hätte Deutschland, wie alle Nettozahler den gleichen prozentualen Anteil ihres BNE von 0,2 % gezahlt, dann hätte Deutschland gut 60 Milliarden Euro weniger zahlen müssen. Willeke bezeichnete Deutschland 2013 als „Melkkuh“ der EU.
Im Januar 2013 wies der damalige italienische Ministerpräsident Mario Monti während des italienischen Wahlkampfs darauf hin, dass Italien 2011 gemessen am BIP-Anteil größter Netto-Zahler war; angesichts der Lage seines Landes sei dies ungerechtfertigt und müsse geändert werden. Italiens Nettozahlung betrug 5,9 Milliarden Euro gleich 0,38 Prozent des Bruttoinlandsprodukts (BIP).
2011 lagen die BIP-Quoten der sechs größten Netto-Beitragszahler viel enger zusammen als in der Vergangenheit.
In Ländern mit einer großen Schattenwirtschaft (= viel Schwarzarbeit / Steuerhinterziehung) ist das tatsächliche BIP deutlich größer als das offizielle.
Vor dem Brexit-Referendum im Vereinigten Königreich am 23. Juni 2016 wurden die Nettozahlungen des Vereinigten Königreichs an die EU in der britischen Öffentlichkeit thematisiert.
|                        | Budgetanteil Millionen Euro | Budgetanteil in % des eigenen BIP | Bruttoempfang Millionen Euro | Saldo Millionen Euro | % des BNE |
| ---------------------- | --------------------------- | --------------------------------- | ---------------------------- | -------------------- | --------- |
| Polen                  | 3.048                       | 0,65                              | 11.613                       | +8.565               | +1,92     |
| Rumänien               | 1.228                       | 0,65                              | 4.608                        | +3.380               | +1,85     |
| Griechenland           | 1.247                       | 0,70                              | 4.987                        | +3.740               | +2,10     |
| Ungarn                 | 820                         | 0,66                              | 3.957                        | +3.137               | +2,66     |
| Tschechien             | 1.282                       | 0,67                              | 3.761                        | +2.479               | +1,37     |
| Spanien                | 8.080                       | 0,69                              | 8.809                        | +729                 | +0,06     |
| Slowakei               | 600                         | 0,71                              | 1.579                        | +979                 | +1,17     |
| Bulgarien              | 378                         | 0,75                              | 1.849                        | +1.471               | +2,92     |
| Portugal               | 1.375                       | 0,71                              | 3.812                        | +2.437               | +1,29     |
| Litauen                | 273                         | 0,65                              | 1.538                        | +1.265               | +3,14     |
| Kroatien               | 359                         | 0,73                              | 620                          | +261                 | +0,55     |
| Lettland               | 184                         | 0,69                              | 711                          | +527                 | +1,98     |
| Estland                | 154                         | 0,67                              | 625                          | +471                 | +2,09     |
| Irland                 | 1.777                       | 0,60                              | 1.605                        | -172                 | -0,07     |
| Slowenien              | 293                         | 0,68                              | 438                          | +145                 | +0,34     |
| Malta                  | 82                          | 0,74                              | 186                          | +104                 | +1,00     |
| Zypern                 | 137                         | 0,71                              | 187                          | +50                  | +0,27     |
| Luxemburg              | 307                         | 0,55                              | 320                          | +13                  | +0,04     |
| Finnland               | 1.594                       | 0,71                              | 1.319                        | -275                 | -0,12     |
| Dänemark               | 1.926                       | 0,67                              | 1.224                        | -702                 | -0,24     |
| Österreich             | 2.429                       | 0,66                              | 1.496                        | -933                 | -0,25     |
| Belgien                | 2.978                       | 0,68                              | 2.263                        | -715                 | -0,16     |
| Schweden               | 2.628                       | 0,55                              | 1.225                        | -1.403               | -0,29     |
| Niederlande            | 3.384                       | 0,46                              | 1.993                        | -1.391               | -0,19     |
| Italien                | 12.000                      | 0,70                              | 8.423                        | -3.577               | -0,21     |
| Vereinigtes Königreich | 10.575                      | 0,45                              | 5.230                        | -5.345               | -0,23     |
| Frankreich             | 16.233                      | 0,71                              | 11.664                       | -4.569               | -0,20     |
| Deutschland            | 19.587                      | 0,60                              | 8.912                        | -10.675              | -0,32     |

### Mehrjähriger Finanzrahmen 2014–2020

#### Gescheiterter Entwurf aus dem November 2012
Am 29. Juni 2011 legte die Europäische Kommission ihren ersten Vorschlag für den MFR für den Zeitraum 2014–2020 vor. Darin kam sie der Forderung der großen EU-Mitgliedstaaten nach, den Gesamtetat auf der Höhe des vorherigen Finanzrahmens einzufrieren und sogar abzusenken. Gegenüber 1,12 % des BIP im Zeitraum 2007–2013 sollen die Verpflichtungsermächtigungen auf 1,05 % des BIP sinken. Bedingt durch die Inflation und das BIP-Wachstum entspricht dies in absoluten Zahlen einer knapp fünfprozentigen Steigerung, nämlich von 975,77 Milliarden auf 1,025 Billionen Euro. Die geplanten Zahlungsermächtigungen sinken von 1,06 % auf 1,00 % des BIP, was nominell einer Steigerung von 925,58 auf 972,20 Milliarden Euro entspricht.

##### Agrar- und Regionalpolitik
Die umstrittenen Ausgaben für die Gemeinsame Agrarpolitik sollen deutlich sinken, nämlich von 330,1 Milliarden auf 281,8 Milliarden Euro. Die Ausgaben für ländliche Entwicklung steigen dagegen etwas an. Auch die Ausgaben für die EU-Regionalpolitik sollen leicht zurückgehen. Ansteigen sollen dagegen die Ausgaben für Innen- und Migrationspolitik, Forschungspolitik sowie die Gemeinsame Außen- und Sicherheitspolitik, in der die EU durch den Vertrag von Lissabon neue Kompetenzen erhalten hat. Für den Ausbau der Transeuropäischen Netze soll erstmals ein eigener Budgetposten eingerichtet werden. Die Verwaltungskosten sollen konstant bleiben, was auf den Wegfall von 5 % der Stellen in der EU-Verwaltung hinausliefe.

##### Beitragsrabatte
Zudem sollen die oft kritisierten nationalen Rabatte reduziert oder abgeschafft werden. Außerdem sollen die nationalen Beiträge aus BNE-Eigenmitteln reduziert und dafür eine europäische Finanztransaktionssteuer eingeführt werden. Als weitere Eigenmittelquellen sind zudem die Erlöse aus dem EU-Emissionshandel und eine neue Form der Mehrwertsteuer-Eigenmittel vorgesehen.

##### Ausgaben außerhalb des MFR
Die Europäische Kommission veröffentlichte in der Mitteilung zum MFR auch die Ausgaben der von ihr außerhalb des Haushalts verwalteten Finanzmittel, die nicht durch Eigenmittel finanziert werden sollen, sondern direkt von den EU-Mitgliedstaaten aufzubringen sind. Im Zeitraum von 2014 bis 2020 sollen hierfür 58,3 Milliarden Euro (0,06 % BIP) aufgewendet werden. Dies ist deutlich mehr als die für die laufende Periode von 2007 bis 2013 aufgestellten 14,2 Milliarden Euro. Mit 30,3 Milliarden Euro ist der größte Anteil für den Europäischen Entwicklungsfonds vorgesehen, dem wichtigsten Instrument der EU-Entwicklungshilfe. Insgesamt 19,5 Milliarden Euro sollen für die Agrar- und Strukturpolitik zur Verfügung stehen, um auf Krisenfälle reagieren zu können. Namentlich werden der Europäische Fonds für die Anpassung an die Globalisierung, der Europäische Solidaritätsfonds, die EU-Nothilfereserven und die Reserven für Krisen im Agrarsektor finanziert. Vorgesehen sind außerdem Mittel für den Globalen Klima- und Artenvielfaltsfonds, die Entwicklung des Kernfusionsreaktors ITER sowie für die Initiative für Globale Umwelt- und Sicherheitsüberwachung (GMES).
Die vorgesehene Aufstockung der Mittel außerhalb des MFR wurde umgehend bemängelt. Die deutsche Europaabgeordnete Jutta Haug, stellvertretende Vorsitzende des Haushaltsausschusses im Europäischen Parlament kritisierte, dass die EU-Kommission Agrarausgaben verschleiere: „Es lässt sich festhalten, dass das Europäische Parlament mit seinem Beschluss für die Agrarpolitik, das Mittelvolumen des derzeitigen MFR beizubehalten, einen realistischeren Ansatz gewählt hat, der ohne Rechentricks auskommt.“

#### Einigung aus dem Februar 2013
Nachdem man sich bei den Verhandlungen im November 2012 nicht auf den vorliegenden Entwurf einigen konnte, wurden die Gespräche vertagt und am 7. Februar 2013 in Brüssel fortgesetzt. Nach 15-stündigen Verhandlungen, die bis in die frühen Morgenstunden des 8. Februars gingen, konnte man sich schließlich für den Zeitraum 2014–2020 auf ein Gesamtbudget von rund 960 Mrd. Euro und damit etwa 12 Mrd. weniger als im vorherigen Entwurf einigen. Wie schon in den Vorjahren bleiben auch in diesem Haushaltsplan Agrar- und Strukturhilfen die größten Posten.
Kritisierte Nationalrabatte, die eigentlich hätten abgeschafft werden sollen, wurden schließlich doch beibehalten. Dabei wurde jedoch die Höhe zum Teil reformiert. So fällt etwa der österreichische Rabatt von bisher rund 100 Mio. Euro pro Jahr künftig geringer aus.
Nach einer Empfehlung des Haushaltsausschusses vom 15. November wurde der Entwurf einer Verordnung des Rates zur Festlegung des mehrjährigen Finanzrahmens für die Jahre 2014–2020 am 19. November 2013 im Europaparlament beraten und abgestimmt. Die MFR-Verordnung wurde mit 537 Stimmen angenommen (bei 126 Gegenstimmen und 19 Enthaltungen) mit Verpflichtungen von insgesamt 959 988 Mio. Euro. Die formelle Verabschiedung des MFR durch den Rat wird voraussichtlich am 2. Dezember geschehen.

### Mehrjähriger Finanzrahmen 2021–2027

#### Zeitplan
Den Entwurf für den neuen MFR legte die Europäische Kommission am 2. Mai 2018 vor. Ziel des damaligen zuständigen Kommissars Günther Oettinger war es, die Verhandlungen noch vor der Europawahl 2019 abzuschließen. Dies gelang nicht. Bedingt durch die Coronakrise wurde im Juni 2020 durch die Kommission von der Leyen I ein neuer und erheblich erweiterter Haushaltsplan-Entwurf vorgestellt. Er sieht die zusätzliche Schaffung eines neuen Anti-Kriseninstrumentes namens „Recovery Plan“ in Form eines Wiederaufbauplanes, ähnlich dem nach dem Zweiten Weltkrieg durch die USA zum Wiederaufbau des zerstörten Europas geschaffenen Marshallplans, in Höhe von zusätzlichen 750 Mrd. Euro vor. Damit hätte der Mehrjährige Finanzrahmen ein Gesamtbudget von 1,82 Billionen Euro.

#### Rahmenbedingungen
Durch den EU-Austritt des Vereinigten Königreichs wird mit einer Finanzlücke von 12 bis 14 Milliarden Euro gerechnet. Zudem müssen neue Aufgaben finanziert werden, wie die Grenzsicherung der EU, die ständig strukturierte Zusammenarbeit in der Verteidigungspolitik (PESCO), die Entwicklungszusammenarbeit, den Kampf gegen den Terrorismus und große Forschungsprojekte. Zwei Drittel des Geldes sind dabei von vornherein an Agrarsubventionen und Strukturfonds gebunden.

#### Vorschläge der Kommission
Die Ausgaben sollen trotz des Brexits von ein Prozent auf 1,1 bis 1,2 Prozent des Bruttonationaleinkommens gesteigert werden. Die Mehrausgaben sollen durch Einsparungen und durch zusätzliche Beitrage der verbliebenen 27 EU-Staaten erreicht werden. Zudem hat Oettinger eine Plastiksteuer als EU-Steuer vorgeschlagen.

#### Vorschläge des EU-Parlaments
Die Ausgaben sollen aufgrund der zusätzlichen Aufgaben auf 1,3 Prozent des Bruttonationaleinkommens gesteigert werden. Das entspricht in den Preisen von 2018 für das 7-Jahres-Budget des Mehrjährigen Finanzrahmens (MFR) 1,32 Billionen Euro und einem durchschnittlichen Budget pro Jahr von 189,1 Milliarden Euro.
Im Zwischenbericht über die Vorschläge der Kommission wird die Sorge geäußert, dass die vorgeschlagenen Mittel als Anteil des Bruttonationaleinkommens der Europäischen Union gekürzt wurden und es der EU nicht erlauben würden, ihre Verpflichtungen zu erfüllen.
Die wichtigsten verlangten Änderungen sind eine weitere Verstärkung der Prioritäten wie Forschung und Innovation (Horizont), Jugend (Erasmus+ und Maßnahmen gegen die Arbeitslosigkeit), Verkehr, Raumfahrt, kleine Unternehmen, Umwelt, Klima, Nachbarschaft und Entwicklung sowie die Wiedereinsetzung der von Kürzungen betroffenen Mittel für Landwirtschaft, Kohäsion und dezentrale Agenturen im Umfang des vorherigen MFR.

#### Beschluss des Europäischen Rats
Der Europäische Rat traf sich vom 17. bis 21. Juli 2020 um – auf Basis der Vorschläge der Kommission – den MFR zu diskutieren und eine Vereinbarung zu erzielen. Die Verhandlung der 27 Mitgliedstaaten gestaltete sich dabei als äußerst schwierig und die Positionen lagen mitunter sehr weit auseinander. Daher wurde der ursprünglich auf zwei Tage angesetzte Gipfel um weitere zwei Tage verlängert und auch erst in der Nacht von Montag auf Dienstag zum 22. Juli 2020 wurde ein finales Ergebnis an die Öffentlichkeit kommuniziert. Der reguläre Haushalt soll damit 1,074 Billionen Euro umfassen und um einen neuartigen kreditfinanzierten Bereich, den Wiederaufbaufonds, ergänzt werden. Dieser umfasst 750 Milliarden Euro, sodass der gesamte MFR 1,824 Billionen Euro beträgt.
Vor allem die Position der sogenannten „Sparsamen Vier“, vertreten durch Österreich, die Niederlande, Schweden, Dänemark und faktisch auch Finnland als fünftes Mitglied, verzögerte die Verhandlungen merklich. Die Interessensgruppe wollte als Maximalposition verhindern, dass die EU nicht rückzahlbare und kreditfinanzierte Zuschüsse verteilt. Schließlich gelang es einen Kompromiss zu erzielen, indem statt der geplanten 500 Milliarden Euro Zuschüsse eine reduzierte Summe von 390 Milliarden Euro vereinbart wurde. Die Differenz von 110 Milliarden Euro wurde dem Kreditrahmen von 250 Milliarden Euro hinzugefügt, sodass dieser auf 360 Milliarden Euro stieg. Durch den starken Themenfokus sind andere wichtige Themen wie die Verknüpfung der Gelder an die Rechtsstaatlichkeit oder auch die Forderung des Parlaments mehr Budget in den Bereichen Forschung, Innovation und Jugend zu allokieren, in den Hintergrund geraten. Auch eine vorgeschlagene neue EU-Plastiksteuer wurde nur vage ins Abschlussdokument übernommen. Ferner forderte die Kommission eine Abschaffung des Rabattsystems, wodurch einige Mitgliedsländer nicht die vollen Beiträge zahlen. Statt einer Abschaffung wurde eine Erhöhung der Rabatte für fünf Ländern – die Sparsamen Vier sowie Deutschland – vereinbart.
Nach Bekanntgabe des Ergebnisses des Rats regte sich in mehreren Fraktionen des Europäischen Parlaments Widerstand, da das Parlament seine Positionen und Wünsche nur unzureichend berücksichtigt sah. Bis zur Bestätigung des Beschlusses arbeitete das EU-Parlament daher daran, den Rechtsstaatsmechanismus, der Sanktionen, wie die Kürzung von EU-Geldern bei Vertragsverletzungsverfahren, vorsieht, als Bedingungen an den EU-Haushalt zu koppeln. Außerdem arbeitete das Parlament darauf hin, dass die zuvor bei den Beschlüssen des EU-Rats vernachlässigten EU-Programme zu Themen wie Forschung, Gesundheit, Jugend und Bildung mit zusätzlichem Geld im Haushalt 2021–2027 ausgestattet werden.

#### Bestätigung durch das Europäische Parlament
Der Beschluss wurde am 10. November vom Europäischen Parlament und dem Rat der Europäischen Union bestätigt. Die Einigung war auch eine der Voraussetzungen dafür, dass die Vorbereitungen für die geplanten EU-Corona-Hilfen im Umfang von 750 Milliarden Euro weiter vorangetrieben werden können. Noch ausstehende Bestätigungen der nationalen Parlamente sind notwendig, um den Mehrjährigen Finanzrahmen in Höhe von 1074 Milliarden Euro endgültig zu beschließen und die weitere Finanzierung der EU sicherzustellen.

#### Vorläufiger Stopp durch das deutsche Bundesverfassungsgericht
Das Bundesverfassungsgericht erließ am 26. März 2021 einen Hängebeschluss, mit dem es die Ratifikation des Eigenmittelbeschlusses in Deutschland vorläufig stoppte. Am 15. April 2021 entschied es endgültig über eine Reihe von Eilanträgen gegen das Eigenmittelbeschluss-Ratifizierungsgesetz und wies diese ab. Dabei äußerte es sich nicht abschließend dazu, ob das Gesetz mit dem Grundgesetz vereinbar sei. Vielmehr kam es im Rahmen einer Folgenabwägung zu dem Ergebnis, dass der vorläufige Stopp der Ratifizierung schwere Nachteile bringen würde, falls sich der Eigenmittelbeschluss im Hauptsacheverfahren als rechtmäßig herausstellen sollte, während es möglich sei, einen rechtswidrigen Eigenmittelbeschluss auch noch während oder nach dem Hauptsacheverfahren zu beseitigen.